# Romeu i Julieta
|  | Per a altres significats, vegeu «Romeu i Julieta (desambiguació)». |

Romeu i Julieta és una tragèdia escrita per William Shakespeare l'any 1597. Explica la història dels amors de Romeu i Julieta, dos joves que pertanyen a famílies enfrontades, els Montagú i Capulet, i que han esdevingut arquetips literaris, un dels màxims exemples de parelles desgraciades.
Es tracta d'una de les obres més populars de l'autor anglès i, al costat de Hamlet i Macbeth, la que més vegades ha estat representada. Encara que la història forma part d'una llarga tradició de romanços tràgics que es remunten a l'antiguitat, l'argument està basat en la traducció anglesa (The Tragical History of Romeus and Juliet, 1562) d'un conte italià de Mateo Bandello, realitzada per Arthur Brooke, qui al seu torn es va basar en la traducció francesa feta per Pierre Boaistuau el 1559. Per la seva banda, el 1582, William Painter realitzà una versió en prosa a partir de relats italians i francesos, que va ser publicada en la col·lecció d'històries Palace of Pleasure. Shakespeare va prendre diversos elements d'ambdues obres tot i que, amb l'objecte d'ampliar la història, va crear nous personatges secundaris com Mercutio i Paris. Algunes fonts assenyalen que va començar a escriure-la el 1591, arribant a acabar-la el 1595. No obstant això, altres mantenen la hipòtesi que la va acabar d'escriure el 1597.
Durant la major part del segle xx, els crítics tendiren a menysprear-la tot comparant-la amb les quatre grans tragèdies que Shakespeare escrigué en la primera dècada del segle xvii (Hamlet, El Rei Lear, Macbeth i Otel·lo). En Romeu i Julieta mancava la profunditat psicològica i la complexitat estructural de les tragèdies posteriors de Shakespeare. Però en les últimes dècades aquest punt de vista s'ha revisat i, mirat des d'una nova perspectiva, la tragèdia dels joves enamorats pot ser vista com una obra extraordinària. En efecte, en la tragèdia es fonen l'amor i la mort, i és comparada amb "una tempesta de sang" on aquesta obsessió mai no havia estat tan bellament descrita. L'èxit de l'obra propicia contínues adaptacions per als escenaris, el cinema, els musicals i l'òpera.
La tècnica dramàtica utilitzada en l'obra ha estat elogiada com a mostra primerenca de l'habilitat del dramaturg. Entre altres trets, es caracteritza per l'ús de fluctuacions entre comèdia i tragèdia com a forma d'augmentar la tensió, per la rellevància argumental que confereix als personatges secundaris i per l'ús de subtrames per adornar la història. A més, en ella s'adscriuen diferents formes mètriques per als diferents personatges, que, de vegades, acaben canviant d'acord amb l'evolució dels mateixos personatges, per exemple, Romeu es va fent més expert en l'ús del sonet a mesura que avança la trama. L'obra està escrita en quasisonets, és a dir, en versos decasíl·labs.

## Argument

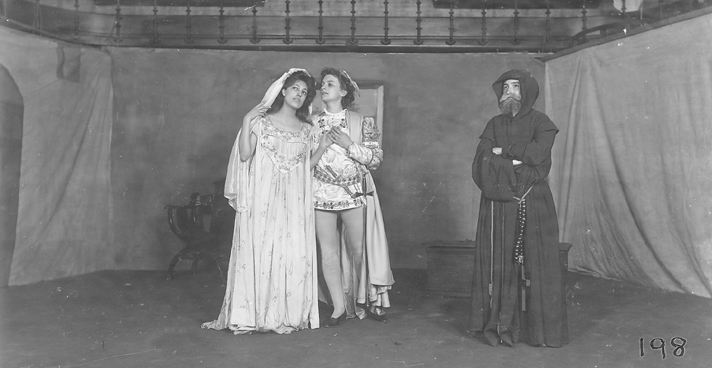
Casament secret de Romeu i Julieta

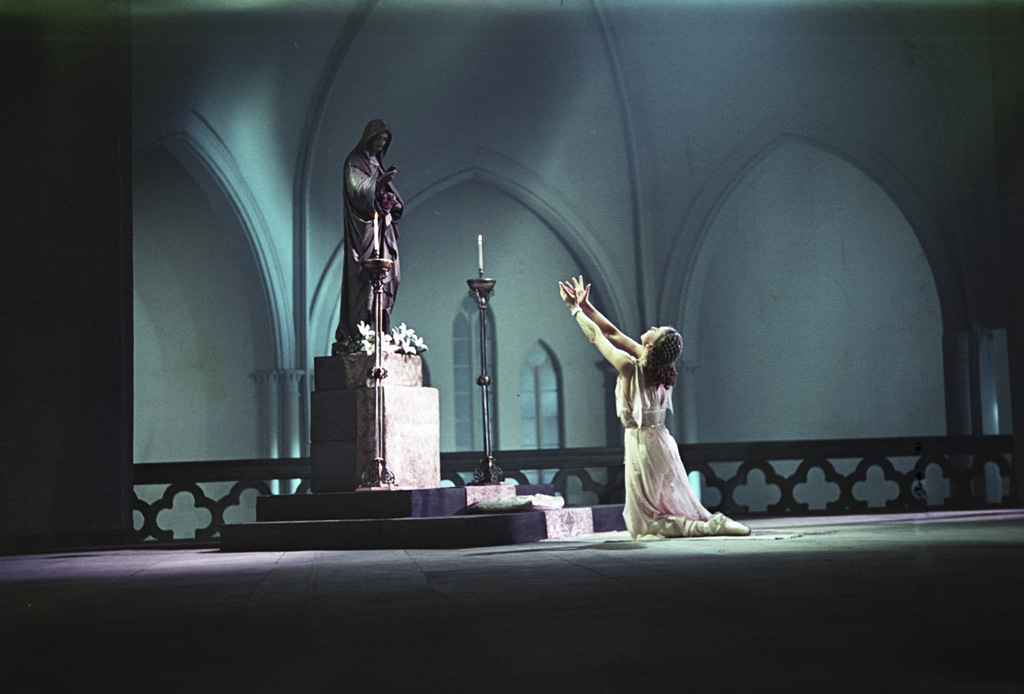
Romeu ha matat el cosí de Julieta i és condemnat a l'exili. Julieta no sap què fer.

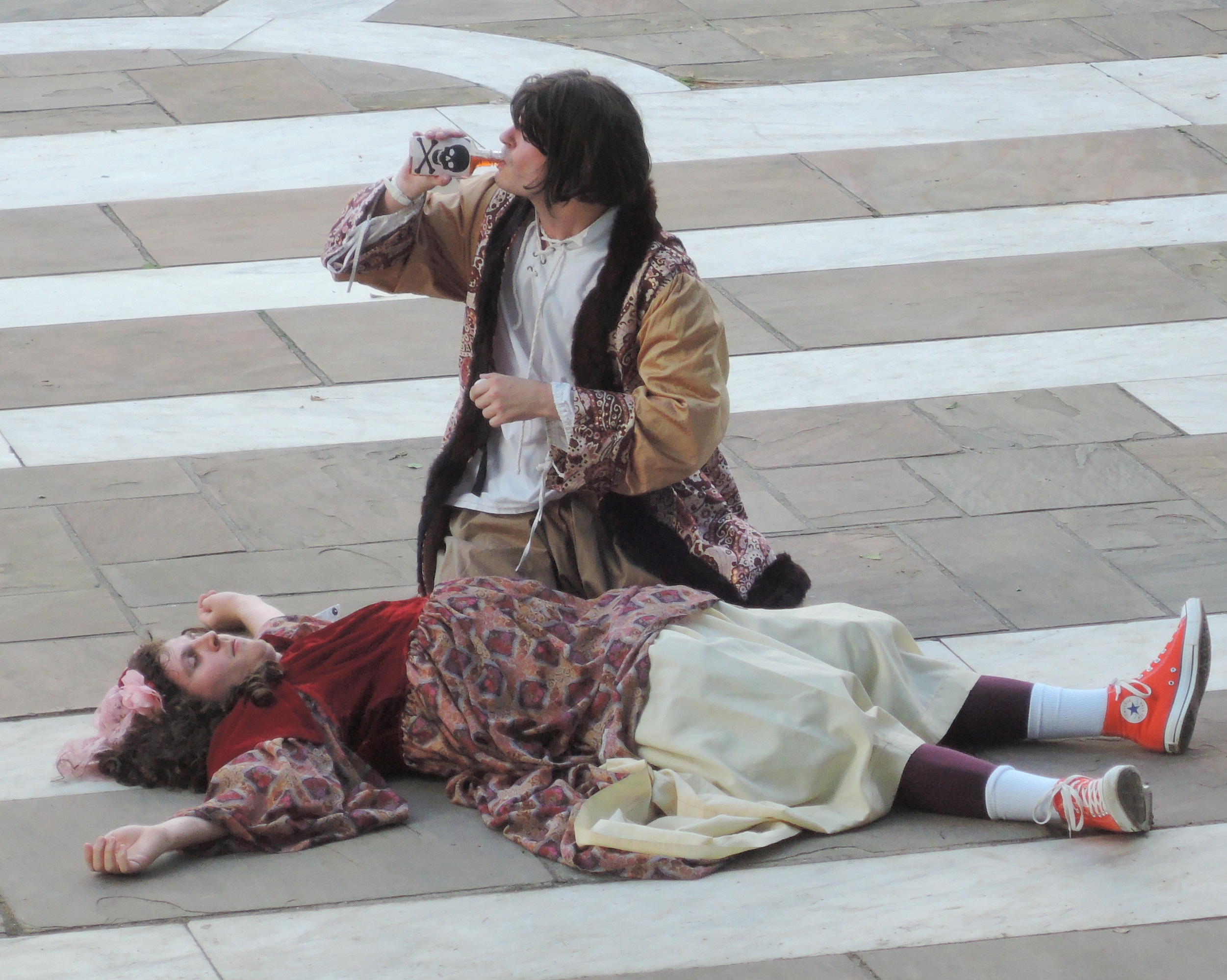
Quan Romeu torna, creu que ella ha mort i es suicida

Als carrers de Verona es produeix una baralla entre membres dels Montagú i dels Capulets. El príncep de Verona, Escalus, intervé en la disputa i fixa un acord de pau que en cas de ser violat hauria de ser pagat amb la mort. Després dels fets, el comte Paris es reuneix amb el senyor Capulet per conversar sobre la idea de contreure matrimoni amb la seva filla, però Capulet li demana que esperi dos anys més, que és quan Julieta compliria quinze anys. Aprofitant l'oferiment, li suggereix que organitzi un ball familiar de caràcter formal per celebrar tal esdeveniment. Mentrestant, la senyora Capulet i la dida de Julieta, intenten convèncer la jove perquè accepti de casar-se amb Paris.
En un altre lloc, Romeu es plany al seu cosí Benvolio del fort desànim que pateix perquè la seva enamorada, Rosalinda, neboda del senyor Capulet, es vol fer monja. Benvolio intenta animar-lo i el convida al ball familiar que organitzen els Capulet; Romeu accepta anar-hi. Arriben en grup i entren a la festa, sense invitació i amb màscares. Allà, Romeu descobreix Julieta i ambdós s'enamoren. Aquella mateixa nit, quan acaba el ball, Romeu s'arriba fins al pati dels Capulet i escolta secretament Julieta, qui està a la balconada del seu dormitori –és la famosa "escena del balcó"–, tot admetent el seu amor per ell malgrat l'hostilitat existent entre la seva família i els Montagú. Parlen entre ells i es juren amor etern.
Romeu va a parlar amb Fra Llorenç perquè els casi en secret, ja que saben que els seus pares mai no ho permetran. Després d'alguna reticència, Fra Llorenç accedeix a la petició i el casa d'amagat. Poc després, Romeu es topa amb Tibald, cosí de Julieta, que el repta a un duel, ja que estava ofès per la intromissió de Romeu en el ball familiar. Romeu intenta evadir el combat. Impacient tant per la insolència de Tibald com per la "covarda submissió de Romeu", Mercutio, un amic de Romeu, accepta el duel, lluiten i malauradament mor. Dolgut per la mort del seu amic Romeu s'enfronta a Tibald i el mata. Assabentat el príncep dels fets, exilia al jove de la ciutat, sota pena de mort. Interpretant erròniament la tristesa de la seva filla, el senyor Capulet decideix oferir-la en matrimoni al comte Paris, intentant convèncer-la d'acceptar-lo com a espòs. Finalment, la jove accepta sota la condició de perllongar les noces, tot i que la seva mare es nega. Mentrestant, Romeu passa la nit secretament a la cambra de Julieta, on ambdós consumeixen el seu matrimoni.
Julieta visita Fra Llorenç per demanar-li consell i aquest li ofereix una droga que la induirà a un coma. Una vegada que la jove accepta dur a terme la farsa, el frare li promet enviar un missatge a Romeu, informant-lo sobre el seu pla secret, per la qual cosa podria tornar quan ella desperti. La nit anterior a les noces, Julieta ingereix la droga i els seus familiars, en creure-la morta, dipositen el seu cos en la cripta familiar.
Malgrat la seva promesa incondicional, el missatge de Fra Llorenç no arriba a temps a Romeu perquè es troba amb Baltasar (un dels seus servents), qui l'informa de la sobtada mort de Julieta. Frustrat davant la notícia, Romeu decideix comprar-li a l'apotecari de la ciutat un eficaç verí i arriba fins a la cripta on es troba Julieta. Allà es troba amb Paris, qui moments abans havia estat plorant sobre el "cos inert" de la seva estimada. Creient que Romeu és un saquejador de tombes, el comte s'hi enfronta i mor. Convençut encara que la seva estimada és morta, Romeu procedeix a beure el verí. Poc després, en despertar del coma induït, Julieta es troba amb els cadàvers de Romeu i Paris. Incapaç de trobar una solució a tanta desgràcia, es travessa el pit amb el punyal del seu espòs. Els Montagú i els Capulets, acompanyats del príncep, s'adonen de la mort dels joves i del comte. Colpits per la tràgica escena, Fra Llorenç relata la història completa del "amor prohibit" entre Romeu i Julieta. La seva revelació aconsegueix acabar amb la rivalitat entre ambdues famílies.
Romeu i Julieta finalitza amb l'elegia d'Escalus sobre l'"amor impossible" dels joves: "Mai hi ha hagut una història més tràgica / que aquesta, la de Julieta i el seu Romeu..."

## Personatges
El relat s'estén entre les relacions de tres excel·lents famílies de Verona, Itàlia, a més del govern municipal. La seva història esdevé en cinc actes.
| Llar dels Capulet - Senyor Capulet: patriarca de la família Capulet. - Senyora Capulet: matriarca de la família Capulet. - Julieta: filla dels Capulet, i protagonista de l'obra. - Tibald: cosí de Julieta i nebot de la Senyora Capulet. - La Dida: confident i dida personal de Julieta. - Pere, Samsó i Gregori: servents de la casa dels Capulet. Govern de Verona - Príncep Escalus: príncep de Verona. - Comte Paris: parent del príncep Escalus, qui anhela contreure matrimoni amb Julieta. | Llar dels Montagú - Senyor Montagú: patriarca de la família Montagú. - Senyora Montagú: matriarca de la família Montagú. - Romeu: fill dels Montagú, i protagonista de l'obra. - Benvolio: cosí i amic de Romeu. - Abraham i Baltasar: servents de la casa dels Montagú. - Mercutio: parent del príncep Escalus i amic de Romeu. Altres - Fra Llorenç: frare franciscà, amic de Romeu. - El cor: llegeix un pròleg cada dos actes. - Fra Joan: és enviat per descobrir la carta escrita per Fra Llorenç a Romeu. - Apotecari: apotecari que li ven el verí a Romeu. - Rosalinda: dona amb qui Romeu manté una relació sentimental, abans de conèixer a Julieta. |

## Antecedents

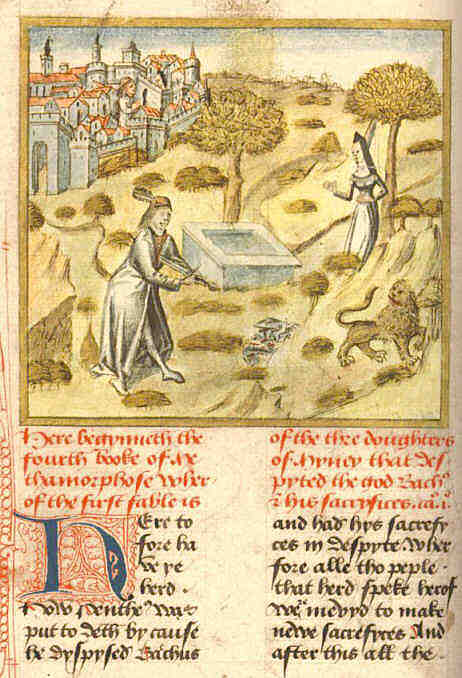
Pàgina de la traducció de William Caxton el 1480, sobre la història dels enamorats Píram i Tisbe, redactada originalment per Ovidi.

Per a la creació de Romeu i Julieta Shakespeare es basà en una antiga tradició de relats tràgics sobre l'amor. Un d'ells és Píram i Tisbe de Les Metamorfosis d'Ovidi; les dues trames se centren en els desacords existents entre els pares dels joves enamorats i la falsa creença per part de Píram que la seva estimada, Tisbe, estava morta. De la mateixa manera, la novel·la grega Ephesiaca (o els amors d'Àntia i Abrocomes), escrita per Xenofont d'Efes al segle iii, narra una història que inclou l'obligada separació dels protagonistes i la poció que indueix al "somni profund".
La primera edició coneguda sobre el tema va ser el relat trenta-tresè de Il Novellino, de Masuccio Salernitano, publicat l'any 1476. Aquesta novel·la italiana es desenvolupa a Siena i té la particularitat que és "un relat esdevingut en l'època de l'autor". Alguns dels seus elements narratius (les noces secretes, el frare bondadós, l'exili de Mariotto, el matrimoni forçat de Gianozza, el verí i el missatge important que mai arriba al seu destinatari) són especialment coneguts per ser-hi presents a l'obra de Shakespeare. No obstant, existeixen importants diferències cap al final del relat: Mariotto és capturat i decapitat, mentre que Gianozza mor de tristesa.
Uns cinquanta anys després, en 1530, Luigi da Porto va fer una adaptació de Il Novellino: una obra de títol Julieta i Romeu, complementat amb la descripció "Novel·la de la trobada de dos nobles amants" (en italià, Giulietta i Romeu: Història novellamente ritrovata Di due Nobili Amanti). Per redactar l'escrit, da Porto es va inspirar en Píram i Tisbe i en el llibre de contes El Decameró de Giovanni Boccaccio. A Julieta i Romeu es concreten els noms dels protagonistes i els de les famílies rivals, així com el lloc de la tragèdia, Verona; introdueix els personatges originals de Mercutio, Tibald i el comte Paris, que Shakespeare acabaria de desenvolupar; i modifica el final, tal com el deixarà Shakespeare: Romeu beu el verí, mentre que Julieta es travessa el pit amb el punyal d'ell. La primera edició feta sobre la seva obra la va publicar com a "història verídica", insistint que els successos presentats en la tragèdia havien succeït durant el regnat de Bartolomeo II della Scala al segle xiii. En aquesta mateixa època es té constància de l'existència dels Montagú i dels Capulet com a faccions polítiques; tot i així, la seva única interacció va aparèixer plasmada en els Cants del Purgatori de Dante Alighieri.

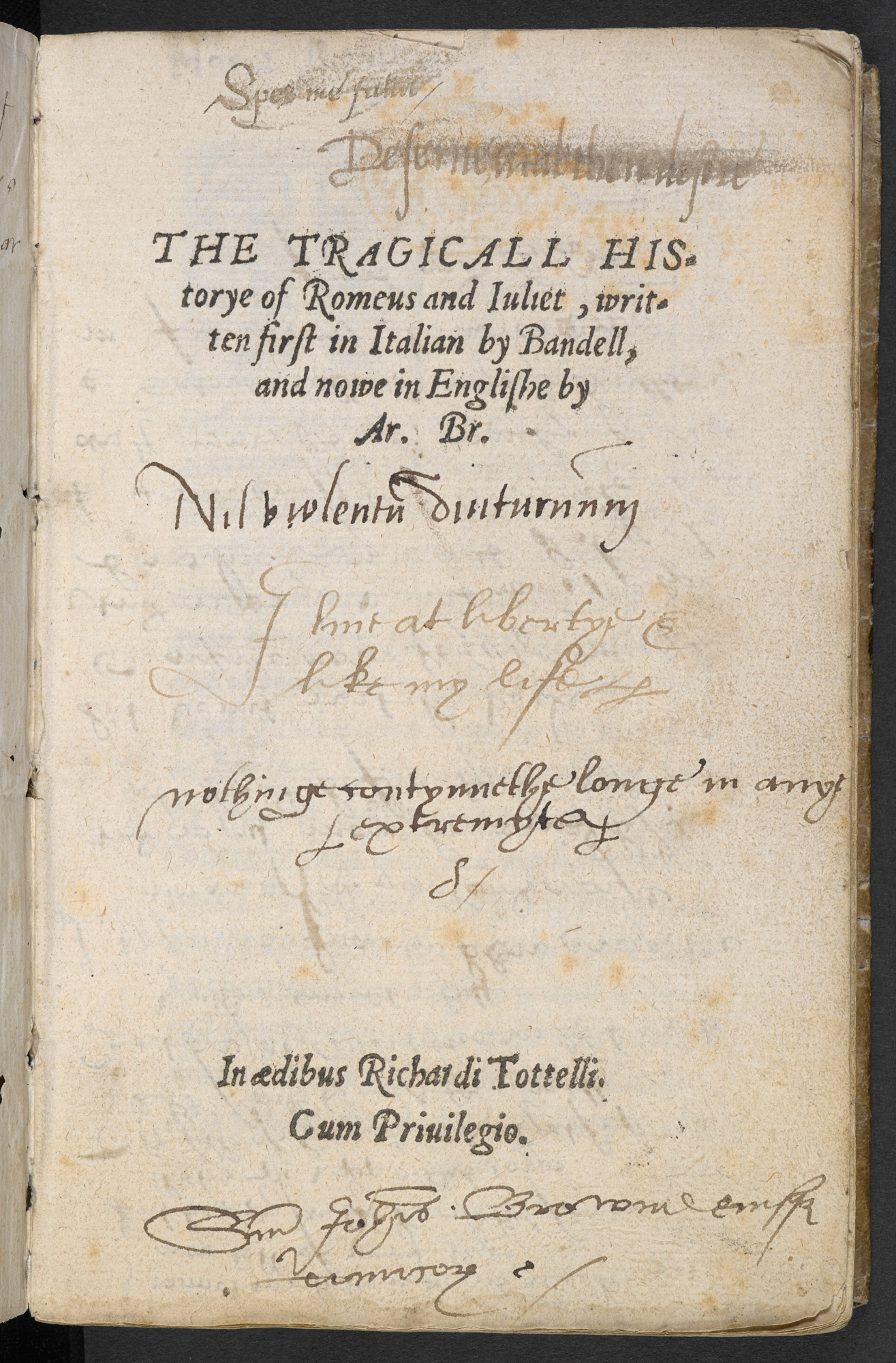
Portada del poema d'Arthur Brooke, The Tragicall Historye of Romeus and Juliet, Writen First in Italian by Randell and Nowe in English for Ar. Br.

L'any 1554, Matteo Bandello va publicar la seva pròpia versió de Julieta i Romeu, inclosa en el segon volum de poemes de la col·lecció Novelle, a la qual aprofondeix en la depressió inicial de Romeu i en la rivalitat dels Montagú i els Capulet; a més d'incorporar per primera vegada els personatges de Benvolio i la dida de Julieta.
Cinc anys després, el 1559, la seva història fou traduïda al francès per Pierre Boaistuau, que la inclogué en el seu volum Histoires Tragiques. En la traducció de Boaistuau es va afegir més sentimentalisme a la trama, mentre que la retòrica dels personatges va adquirir una força impetuosa que li hauria de conferir una qualitat vehement.
Posteriorment, Arthur Brooke escrigué el poema The Tragical History of Romeus and Juliet, basant-se en una traducció a partir de la versió francesa de Boiastuau i influenciat per Troilo i Crésida de Geoffrey Chaucer. Per alguns autors, el Romeu i Julieta de Shakespeare seria una dramatització del poema de Brooke, amb una extensió de la trama a partir dels personatges protagonistes i secundaris, especialment la dida i Mercutio.
D'altra banda, se sap que en aquesta època hi havia una gran fascinació per les novel·les italianes i que els contes italians eren molt populars entre els guionistes i actors de teatre. Per tant, es considera que Shakespeare podria conèixer la recopilació de contes italians Palace of Pleasure (1567), de William Painter, que incloïa una versió en prosa de Romeu i Julieta titulada "La grandiosa història del constant amor veritable de Romeu i Julieta". A partir d'aquesta col·lecció, Shakespeare escriuria textos teatrals com El mercader de Venècia, Molt soroll per no res, A bona fi no hi ha mal temps i Mesura per mesura.

## Primeres edicions

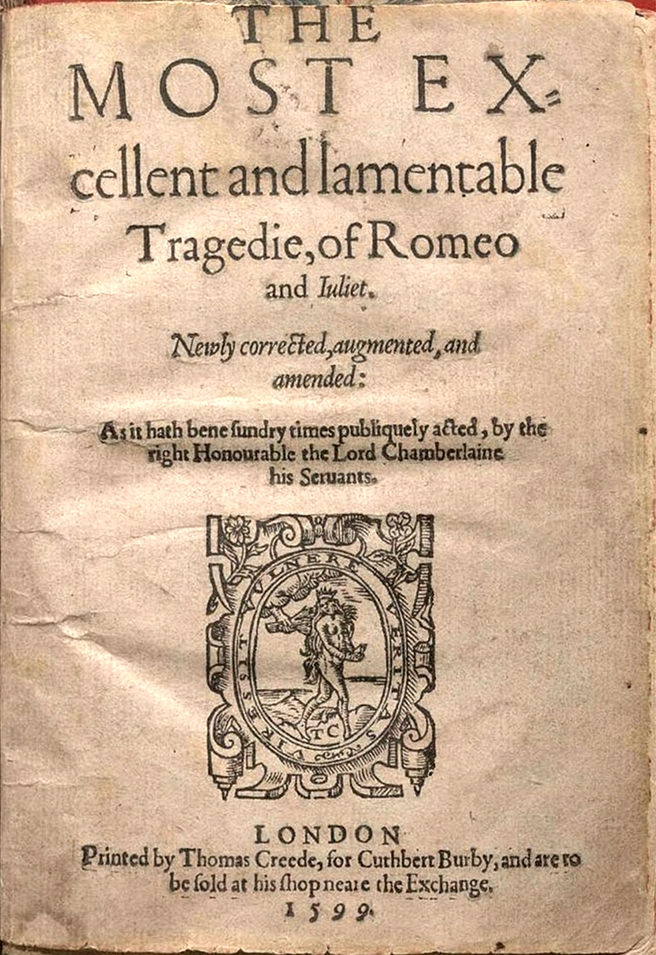
Portada del segon quart de Romeu i Julieta, publicat el 1599.

Es desconeix la data exacta en què Shakespeare va començar a escriure l'obra. Amb tot, s'hi fa referència a un terratrèmol que, suposadament, hauria ocorregut onze anys abans dels fets que es narren. Atès que, efectivament, Anglaterra va ser sacsejada el 1580 per un sisme, s'assumeix que Shakespeare podria haver començat a redactar els primers esborranys cap a 1591; amb tot, l'existència d'altres terratrèmols en anys diferents, impedeixen ser concloents sobre aquest tema. Des d'un punt de vista estilístic, les semblances de Romeu i Julieta amb El somni d'una nit d'estiu, així com amb altres obres d'entre 1594 i 1595, incideixen en la possibilitat que pogués haver estat escrita entre 1591 i 1595.

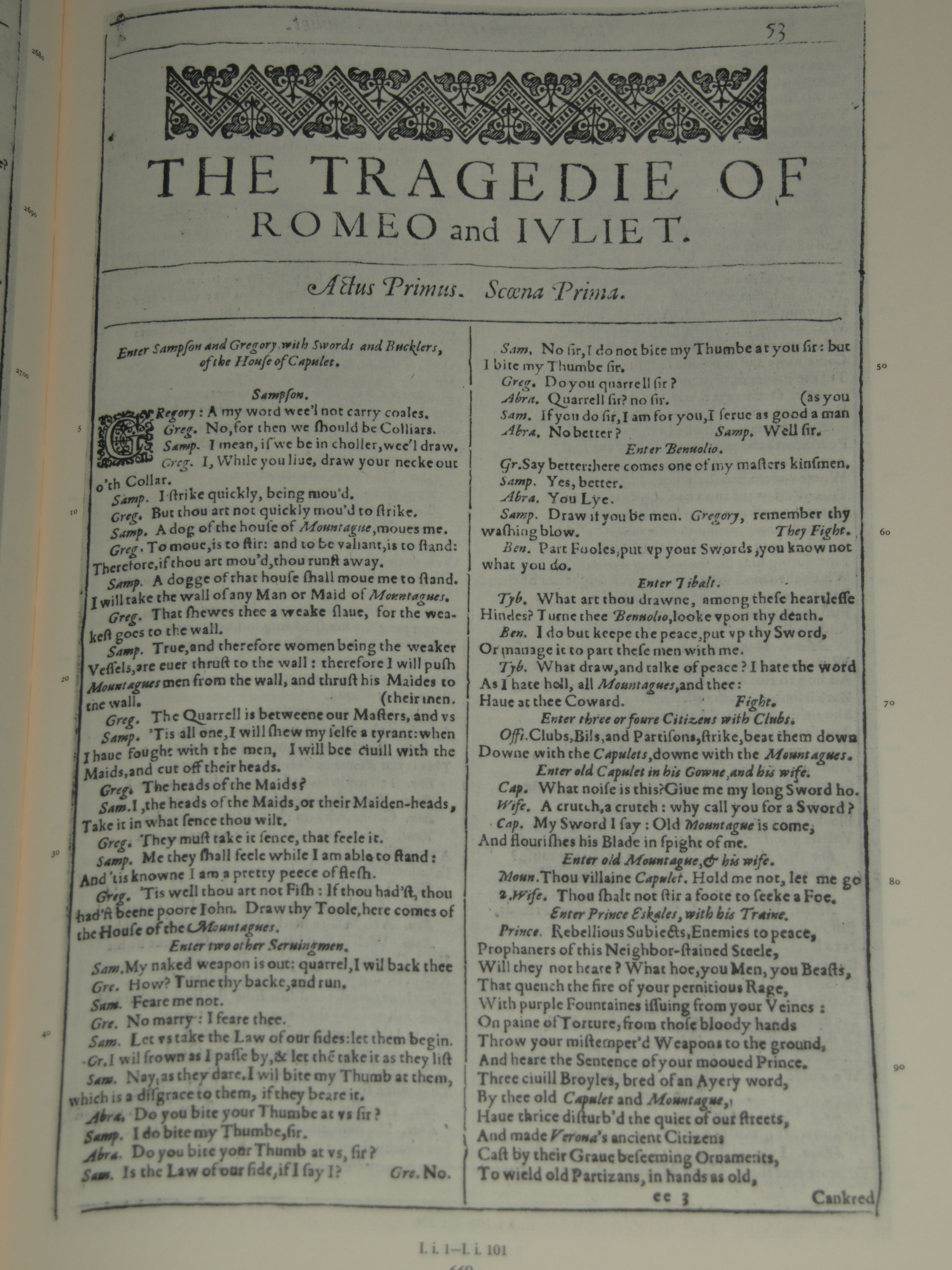
Facsímil de la primera pàgina de Romeu i Julieta en la recopilació Primer Foli, publicada el 1623.

La primera edició de Romeu i Julieta és de 1597 i va ser publicada per John Danter en format de quart (d'aquí el tecnicisme Q1 amb el qual és coneguda). Les diverses diferències que presenta el seu text respecte d'edicions posteriors ha estat motiu perquè hagi estat catalogada com una mala versió; T. J. B. Spencer, un editor del segle xx, va descriure el seu text com a "detestable. Una reconstrucció a partir dels records imperfectes d'un o dos actors", suggerint que es tracta d'una còpia il·legal. S'ha adduït també que els seus defectes deriven que podia haver estat publicat abans de la seva representació, com succeeix amb altres textos teatrals de l'època. No obstant això, la seva aparició dona suport a la hipòtesi que 1596 és l'última data possible per a la composició de Romeu i Julieta.
La segona edició, coneguda com a Q2, portava com a títol L'excel·lent i lamentable tragèdia de Romeu i Julieta. Va ser publicada el 1599 per Cuthbert Burby i editada per Thomas Creede. Com s'indica en la portada (el text ha estat "corregit, augmentat i revisat"), inclou uns 800 versos més que el text de Q1. Alguns especialistes creuen que la Q2 està basada en l'esborrany de la primera escenificació perquè conté rareses textuals com, per exemple, diferents noms assignats a un mateix personatge i "començaments falsos" en els discursos que, es presumeix, podrien haver estat suprimits per l'autor, però preservats erròniament per l'editor. La Q2 presenta un text més complet i fiable que el seu predecessor. Aquesta versió fou reeditada l'any 1609 com a Q3, el 1622 com a Q4 i el 1637 com a Q5. D'altra banda, és el text que se segueix en les edicions modernes.
El 1623 va aparèixer en la recopilació coneguda com a Primer Foli, amb el text basat en la Q3 i amb algunes correccions realitzades sobre la base d'una anotació escènica. Anys després, es van publicar altres edicions del Primer Foli: el 1632 (F2), el 1664 (F3) i el 1685 (F4). Les primeres versions modernes, basades en les edicions en cambra i en el Primer Foli i les seves reedicions, van anar a càrrec de Nicholas Rowe el 1709 i d'Alexander Pope el 1723, que és qui va iniciar la tradició d'editar el text agregant certa informació addicional i detalls artístics que no apareixen en la Q2, però sí en la Q1. Des de llavors, la reedició de l'obra ha estat constant i, a partir de l'era victoriana, la seva edició ha anat acompanyada de notes explicatives sobre les seves fonts i el context cultural i social en què va ser produïda.

## Temes
La majoria dels especialistes no han pogut assignar una temàtica específica a l'obra. Existeix una proposta derivada de l'estudi dels personatges en la qual l'ésser humà, sense ser completament bo o dolent, posseeix trets d'ambdós aspectes. Encara que aquesta proposta no ha comptat amb el suficient suport, ni tampoc s'ha pogut trobar un tema central, hi ha diversos temes secundaris que s'embullen de manera complexa en la trama. Les seves diferents interpretacions continuen sent estudiades per diversos experts en la vida de Shakespeare.

### Amor
L'amor intemporal és un dels elements representatius de Romeu i Julieta. Amb el pas del temps, els seus protagonistes han passat a ser considerats com a icones de l'"amor jove destinat al fracàs". Diversos estudiosos han explorat el llenguatge i context històric existents en el tràgic romanç.

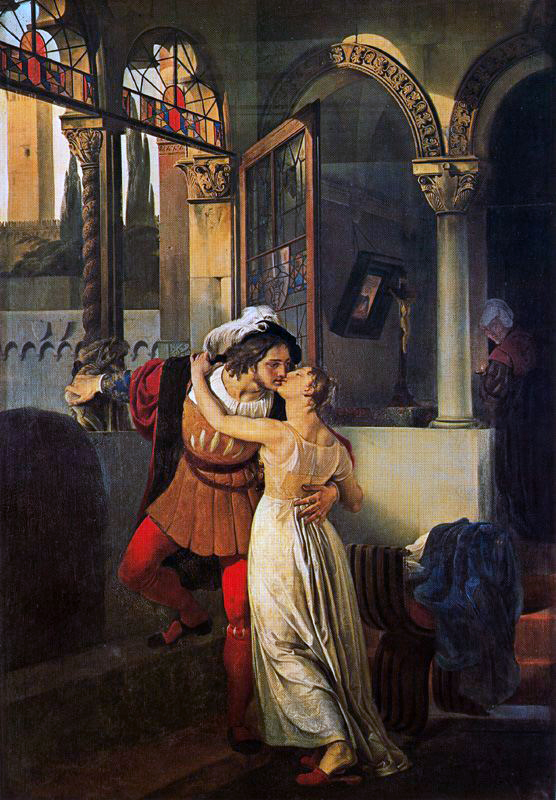
Pintura de Francesco Hayez (1823)

En la seva primera trobada, Julieta i Romeu utilitzen una forma de comunicació (metàfora) recomanada per diversos autors convencionals durant l'època en què va viure Shakespeare. Fent-ne ús en implicar les paraules "sant" i "pecat", Romeu fou capaç d'avaluar els sentiments de Julieta cap a ell, d'una manera inusual. Aquest mètode també fou defensat per l'escriptor italià Baltasar de Castiglione (les obres del qual, en la seva majoria, foren traduïdes a l'anglès). A més, Castiglione va aconsellar que, en el cas que un home usi una metàfora a manera d'invitació a una dona, ella podria fingir que no l'ha entès; d'aquesta manera el seu pretendent podria retirar-se sense perdre l'honor. Contràriament, Julieta participa en la metàfora, tot expandint-la. Els termes religiosos "sepulcre", "senda" i "sant" eren molt populars en la poesia d'aquell temps, mostrant una propensió al to romàntic, més que a una blasfèmia indirecta; el terme "santedat" fou associat amb el catolicisme alguns anys abans de l'escrit. Més endavant, en el mateix text, Shakespeare determinà remoure la més clara referència a la resurrecció de Crist i a la Pasqua, elements presents a The Tragical History of Romeus and Juliet.
En l'«escena de la balconada» de Shakespeare, Romeu escolta discretament el soliloqui de Julieta. Això no obstant, en la versió de Brooke, ella fa la declaració d'amor estant tota sola. En el fet d'introduir Romeu en l'escena on escolta Julieta d'amagat, l'autor s'allunya de la seqüència habitual del festeig. Normalment, se sol·licitava que una dona seguís un patró de conducta basat en la modèstia i la timidesa, amb tal d'assegurar-se que el seu pretendent fos honest. La raó de desviar-se de la seqüència esmentada, es deu al fet que Shakespeare va voler agilitzar una mica la trama. D'aquesta forma els joves enamorats són capaços d'evadir una part del procés de festeig, desplaçant el relat, que inicialment se centra en el desenvolupament de la seva relació sentimental, a un context més enfocat cap a la seva decisió de contreure matrimoni (després de descobrir els seus sentiments mutus en una sola nit). En l'escena final del suïcidi, existeix una contradicció en relació al vincle amb la religió catòlica, doncs els suïcidis són considerats per aquesta com un pecat que ha de ser castigat amb l'infern, encara que els qui recorren a ell per poder estar amb el seu amor ("amor cortès") es tornen creditors en el paradís, on estaran acompanyats del seu amant. És així com l'amor entre Romeu i Julieta tendeix a ser més platònic que religiós. Un altre punt a considerar és la consumació de l'amor (relacions sexuals) citada en l'escrit original; tot i que l'amor entre ambdós era apassionat, la parella només consuma el seu amor després de casats, cosa que els protegeix de perdre la simpatia del públic.
És possible que Romeu i Julieta funcioni com una relació entre l'amor i el sexe, amb la mort. Al llarg de la tragèdia, tant ell com ella (juntament amb altres personatges secundaris) fantasien amb aquesta, com si fos un "ésser fosc", caràcter normalment atribuït a un amant. Per exemple, el senyor Capulet, en adonar-se de la mort (simulada) de Julieta, la descriu com si fos el desflorament de la seva filla. A més, una mica més endavant, Julieta compara eròticament Romeu amb la mort. Just abans de suïcidar-se, decideix emprar la seva daga dient, "Oh, feliç daga! Est és el teu tall. Corroeix-me llavors, i deixa'm morir".

### Destí i atzar
Les opinions dels estudiosos difereixen pel que fa al rol que exerceix el destí en Romeu i Julieta. Encara no hi ha consens sobre si els personatges veritablement estan destinats a morir junts, o si els successos ocorreguts es deuen a una sèrie d'esdeveniments desafortunats. En els arguments a favor de la importància del destí se sol descriure a Romeu i Julieta amb el terme Star-crossed lovers.
L'anterior frase estableix que "els astres han predeterminat el futur d'ambdós joves". John W. Draper indica la similitud entre la creença de "els quatre humors" i els personatges principals de la trama; a manera d'exemple, Tibald representaria l'enuig. Després d'interpretar el text mitjançant aquesta creença, es redueix considerablement la quantitat de text atribuït a l'atzar per les actuals audiències. Malgrat la comparació, altres investigadors veuen la història com una sèrie d'esdeveniments desafortunats; no la consideren íntegrament com una tragèdia sinó com un melodrama emocional. Segons Ruth Nevo, el constant èmfasi que en l'argument de l'atzar fa de Romeu i Julieta una "tragèdia menor" de la causalitat més que dels personatges. Per exemple, el fet que Romeu desafiés a Tibald no és el resultat d'una acció compulsiva, sinó de la conseqüència esperada davant l'homicidi de Mercutio. En aquesta mateixa escena, Nevo observa que Romeu és conscient dels perills derivats de burlar-se de les normes socials, la identitat i els compromisos. Pren la decisió de matar; aquesta actitud no és el producte d'un error tràgic, sinó de les circumstàncies.

### Llum i foscor
Al llarg de l'escrit de Shakespeare, diversos estudiosos destaquen l'ús freqüent de la imatgeria o dels elements relacionats amb la llum i la foscor. Caroline Spurgeon considera la llum com "un símbol de la bellesa natural de l'amor jove", concepte a partir del qual diversos crítics han expandit la interpretació d'aquest element en Romeu i Julieta. Per exemple, Julieta i Romeu es miren de manera recíproca en una manifestació conjunta de la presència de la llum en un entorn fosc. Ell diu que Julieta és "similar al sol, més brillant que una torxa, una joia brillant enmig de la nit, i un àngel il·luminat entre núvols foscos". Fins i tot quan ella roman estàtica sobre la tomba, aparentment morta, ell exclama: "La teva bellesa fa / d'aquesta volta un lloc ple de llum". Julieta descriu a Romeu com "el dia en la nit" i com alguna cosa "més blanca que la neu en el llom d'un corb". Aquest contrast de llum i foscor podria ser entès, simbòlicament, com l'amor i l'odi, la joventut i la maduresa, des d'una perspectiva metafòrica. A vegades, aquestes metàfores creen una espècie d'ironia dramàtica; això, es pot observar en l'assimilació de l'amor entre Romeu i Julieta com "una llum enmig d'una foscor produïda per l'odi que els envolta". No obstant això, totes les seves activitats com a parella són realitzades durant la nit, mentre que la contesa esdevé en ple dia. Aquesta paradoxa de la imatgeria brinda una nova atmosfera al dilema moral dels joves enamorats: lleialtat a la família o lleialtat a l'amor. Al final de la història, quan el matí s'aombra i el sol oculta el seu rostre de tristesa, la llum i la foscor han retornat als llocs que es pertoca: la foscor externa ara reflecteix l'autèntica foscor interior de la disputa familiar, més enllà del pesar pel tràgic desenllaç dels amants. Cadascun dels personatges reconeix la seva bogeria i, finalment, les coses tornen al seu ordre natural, a causa de la revelació del veritable amor entre Romeu i Julieta. La llum, com a element temàtic en el guió, juga també un paper imprescindible en estar involucrada amb el temps; llavors, es pot concloure que Shakespeare la va utilitzar com una manera d'expressar el transcurs del temps a través de les descripcions del sol, la lluna i els estels.

### Temps

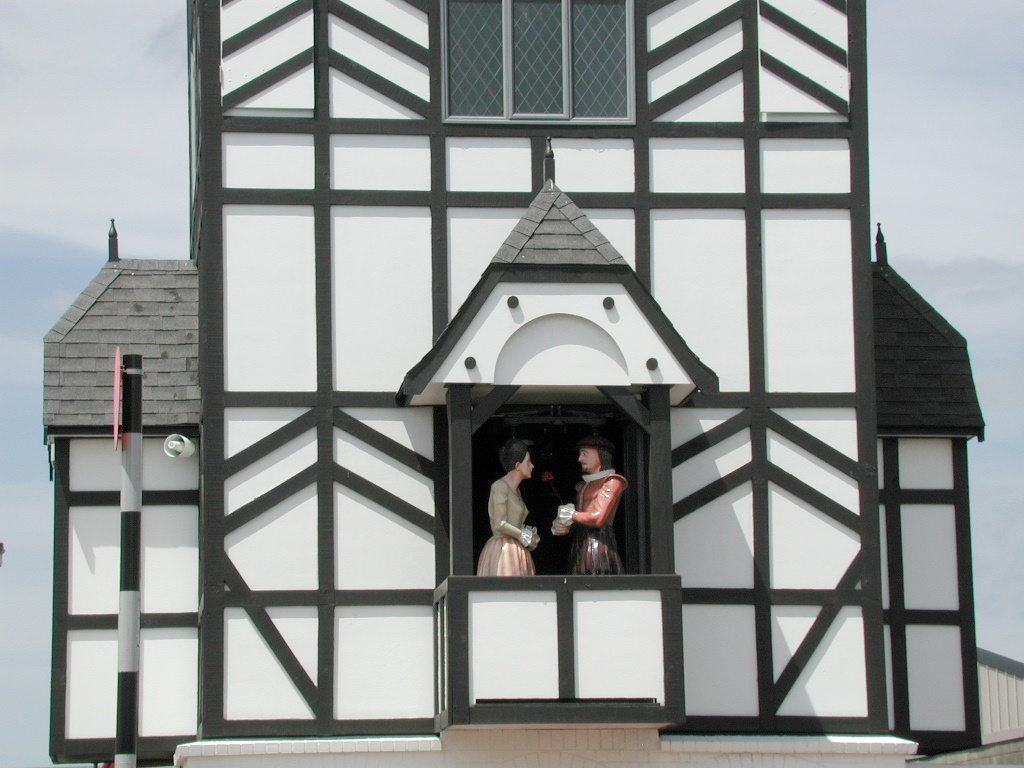
Rellotge amb carilló dedicat a Romeu i Julieta

La percepció del temps té un paper important en el llenguatge i la trama de l'obra. Tant Romeu com Julieta lluiten per mantenir un món imaginari més enllà del transcurs del temps per fer front a les dures realitats que els envolten. Per exemple, quan Romeu jura el seu amor a Julieta tenint la lluna de fonament, ella diu: "O, no juris per la lluna, la inconstant lluna, / que mensualment canvia en la seva òrbita circular, / a menys que l'amor pugui demostrar-se igual de variable". Des d'un començament, els joves són catalogats com "un parell d'enamorats amb estels oposats" (Star-crossed lovers), situació que fa referència a un vincle entre les creences astrològiques i el temps. Es pensava que els estels controlaven la destinació de la humanitat i, amb el pas del temps, es movien pel cel tot traçant, juntament amb el seu desplaçament, la destinació de la vida humana. En les primeres línies de l'escrit, Romeu parla d'un pressentiment que té sobre la translació d'aquests cossos celestes, per la qual cosa en assabentar-se de la mort de Julieta, desafia als estels preguntant què és el que tenen predestinat per a ell.
Un altre tema central de Romeu i Julieta és la precipitació. A diferència del poema de Brooke en el que el relat esdevé en un període de nou mesos, l'obra de Shakespeare es desenvolupa entre quatre i sis dies. Estudiosos com G. Th. Tanselle creuen que el temps era "especialment necessari per a Shakespeare", sobretot tractant-se dels fets esdevinguts en la tràgica història de Romeu i Julieta. Així mateix, perceben que l'autor va utilitzar referències "a curt termini" per a la relació dels joves, un concepte contrari a les al·lusions "a llarg termini" existents per descriure les "generacions més antigues", amb el propòsit primordial de ressaltar "una carrera destinada a la perdició". Julieta i Romeu s'enfronten al temps per propiciar que el seu amor s'estengui per tota l'eternitat. Al final, l'única manera perceptible en la qual ells poden vèncer al temps és amb la mort, aspecte que els torna immortals a través de l'art.

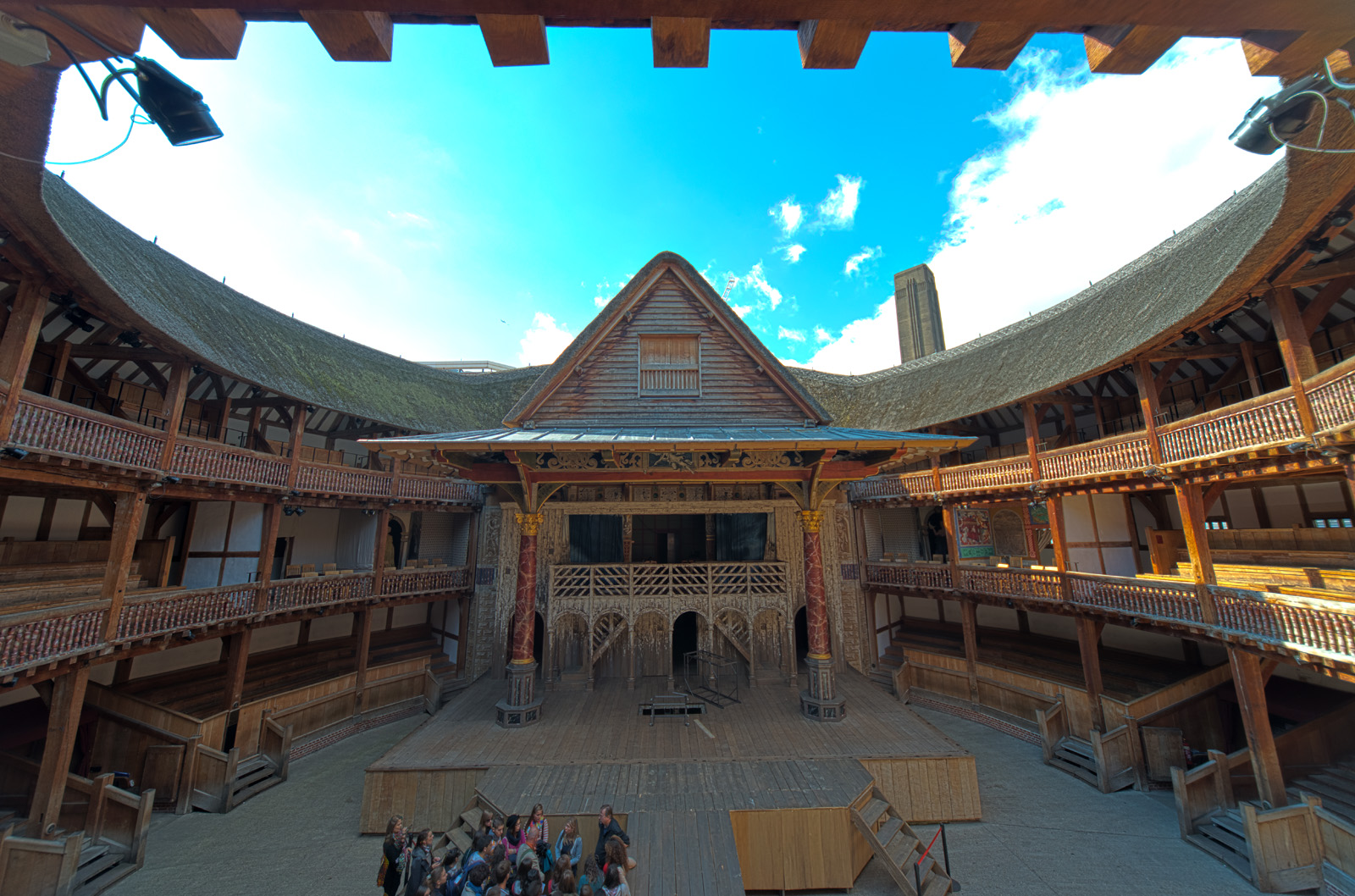
A l'època de Shakespeare el teatre es presentava de dia i en edificacions com aquesta

Generalment, en el plànol literari, es considera que el temps està vinculat amb la llum i la foscor. En l'època de Shakespeare, les obres teatrals eren usualment representades al migdia, a plena llum del dia. Aquest fet podria haver empès l'autor a fer servir paraules que creessin una il·lusió dual del dia i de la nit. A més, Shakespeare va utilitzar referències per als estels, la lluna, el sol, el dia i la nit per poder estimular aquesta percepció. De manera similar, els personatges feien referència als dies de la setmana i a hores específiques per tal d'ajudar l'audiència a comprendre el temps transcorregut en la història. En conjunt, s'han trobat unes 103 referències en l'obra que permeten ser conscients d'aquest pas del temps.

## Anàlisi i interpretació

### Percepció crítica

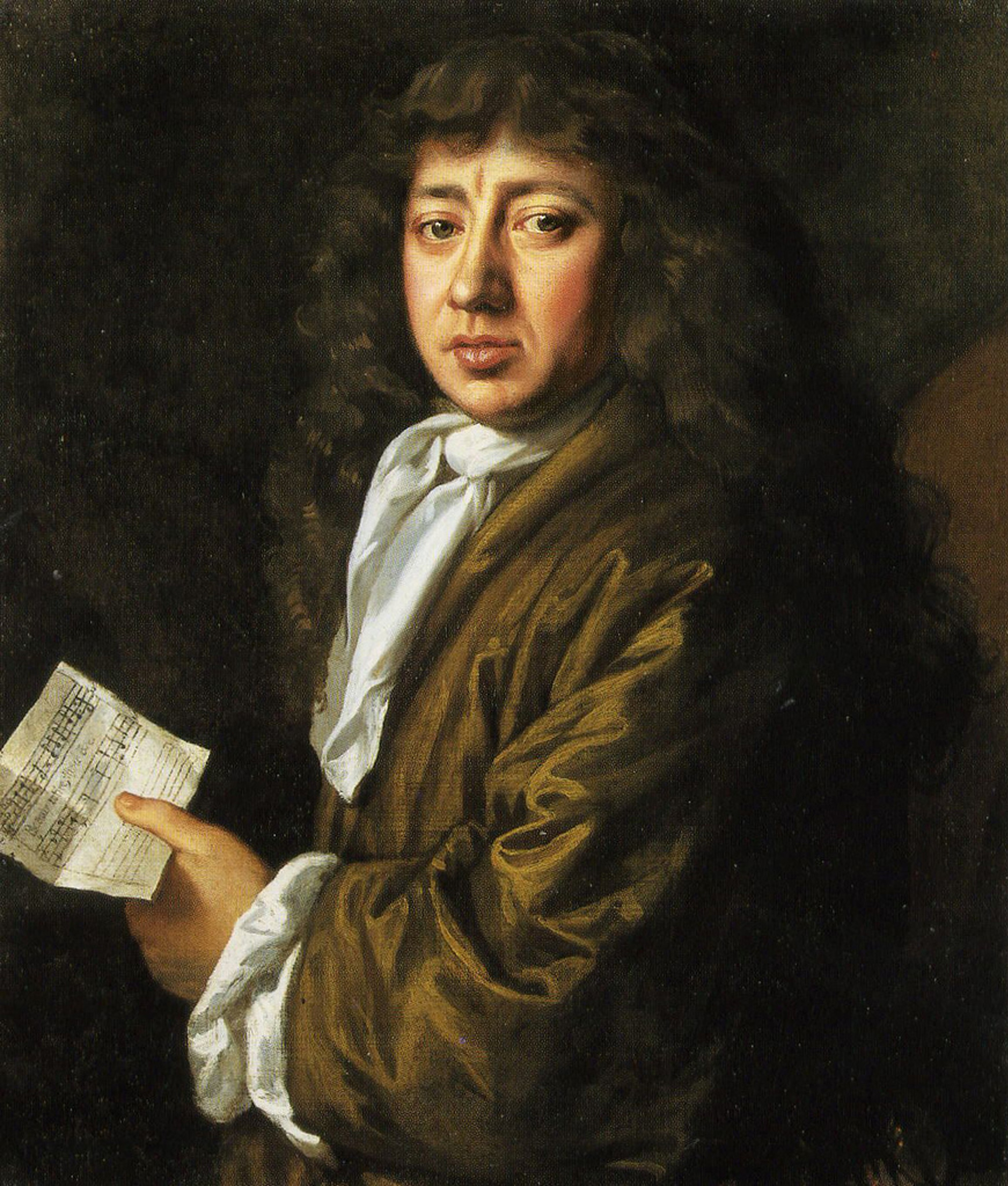
Retrat de Samuel Pepys, pintat per John Hayls.

Més enllà del fet que els crítics li han trobat molts punts febles, continua sent considerada com una de les millors obres de Shakespeare. La primera apreciació que es coneix prové del diarista Samuel Pepys; l'any 1662, comenta:"és una obra en si mateixa de les pitjors que he escoltat en ma vida." Deu anys després, el poeta John Dryden va elogiar el material, així com la comicitat del personatge Mercutio explicant que "Shakespeare va mostrar la que podria ser la millor de les seves habilitats en Mercutio", i diu també que," es va veure obligat a assassinar-lo en l'Acte III per prevenir que Mercutio el matés a ell." Certament, l'anàlisi crítica de la trama durant el segle xviii fou una mica més abundant, tot i que no menys dividida. El dramaturg Nicholas Rowe fou el primer a reflexionar sobre la temàtica de l'obra, la qual va percebre com "el just càstig de dues famílies enfrontades". A mitjans del segle, l'escriptor anglès Charles Gildon i el filòsof escocès Lord Kames, sostenien que l'obra era un fracàs en la mesura que no seguia les regles bàsiques del drama: la tragèdia ha de succeir a causa d'algun error tràgic, no d'un accident del destí. En contrast, l'escriptor i crític Samuel Johnson considerà el següent:"Per a mi, aquesta obra és de les més agradables i emocionants que he llegit."
En l'última part del segle xviii, i durant el segle xix, les opinions es van centrar en debats sobre el missatge moral de l'escrit. L'actor i dramaturg David Garrick, en la seva adaptació de 1748, va excloure Rosalinda doncs considerà que la situació de Romeu, que la deixava per Julieta, era alguna cosa molt voluble i temerària. Alguns crítics com Charles Dibdin sostenien que Rosalinda havia estat inclosa a propòsit en el guió per mostrar com era de temerari l'heroi, i és aquesta la raó del seu final tràgic. Uns altres van argumentar que Fra Llorenç podria haver estat el portaveu de Shakespeare en els seus advertiments contra la precipitació obsessiva. Amb l'adveniment del segle xx, aquests arguments morals van seguir presents en analistes com Richard Green Moulton, qui va esmentar que els accidents van conduir als amants cap a la mort, tot descartant els defectes dels personatges com a causants dels successos finals (hamartia).

### Estructura dramàtica

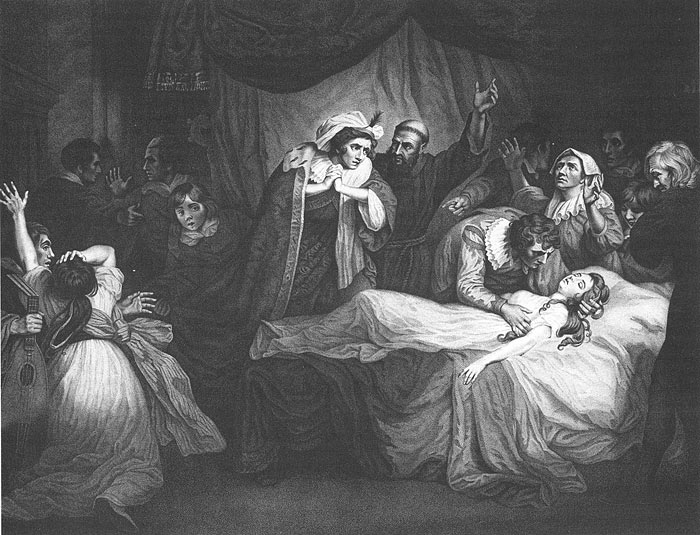
Pintura de John Opie, on es pot observar als familiars de Julieta afligits per la "mort" de la jove.

En Romeu i Julieta, Shakespeare empra diverses tècniques dramàtiques que han rebut el reconeixement de la crítica. El principal tret elogiat és el canvi sobtat de la comèdia a la tragèdia, situació que pot exemplificar-se en els jocs de paraules en la conversa entre Romeu i Mercutio moments abans que arribi Tibald. En l'acte III, moments abans de la mort de Mercutio, el guió incrementa la comicitat. I després d'aquest moment, adopta un to seriós i tràgic. D'una banda, Romeu és desterrat i no executat i, de l'altra, Fra Llorenç suggereix un pla a Julieta perquè pugui reunir-se amb el seu estimat; amb aquest panorama, l'audiència encara pot esperar que tot acabi bé. De manera imperceptible, quan comença l'última escena en la tomba, el públic queda en un "estat de suspens": si Romeu fa tard per permetre que Fra Llorenç pugui arribar a temps, els dos amants podrien salvar-se. Aquests canvis que van des de l'esperança fins a la desesperació, per continuar amb l'indult i un nou sentiment d'optimisme, serveixen per emfatitzar encara més la tragèdia final, on la darrera esperança queda descartada i ambdós protagonistes moren en l'última escena.
L'autor també fa un ús d'arguments secundaris per, així, oferir una visió més clara de les accions desenvolupades pels personatges principals. Per exemple, al començament del relat, Romeu està enamorat de Rosalinda, qui s'havia mantingut indiferent davant les seves insinuacions romàntiques. L'actitud vanitosa de Romeu provocada pels rebutjos d'ella, entra en un contrast evident respecte al posterior enamorament amb Julieta. La relació anterior de Romeu proporciona un referent a través de la qual l'audiència pot apostar per la serietat de la relació entre els nous amants. L'amor de Paris per Julieta estableix igualment un altre referent amorós, ja que els sentiments que la noia té cap a ell contrasta amb l'afecte que té per Romeu. El llenguatge formal que ella utilitza amb Paris, així com la manera en què parla d'ell amb la seva dida, mostra que sent amor només per Romeu. Més enllà de tot això, la història complementària de l'enfrontament entre les famílies Montagú i Capulet s'agreuja més endavant, subministrant una atmosfera d'odi que es converteix en el principal factor per canalitzar la història cap a un final tràgic.

### Llenguatge

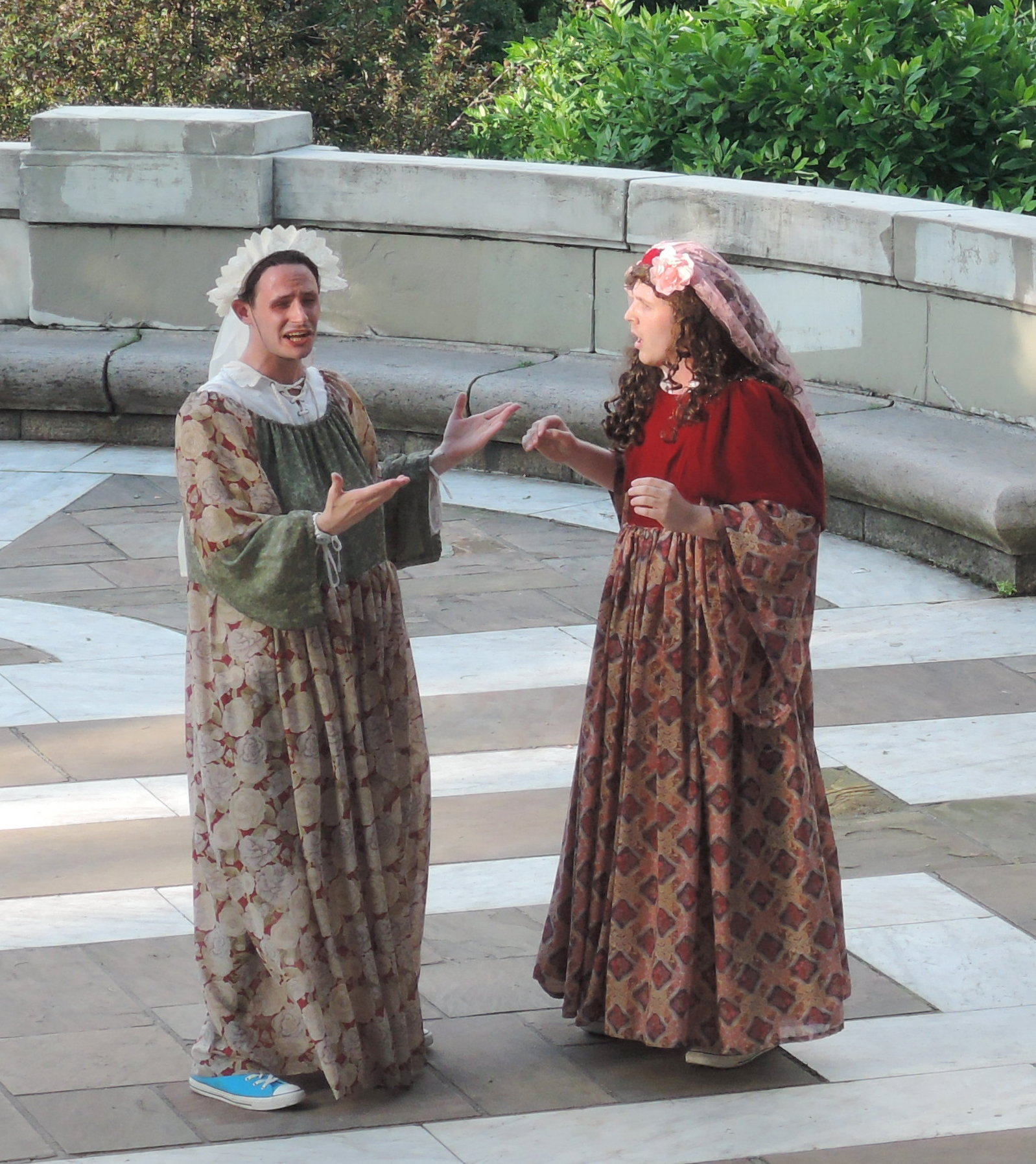
Julieta parlant amb la seva dida, en una presentació de 2013

Shakespeare, al llarg del relat, utilitza una varietat de formes poètiques però menys variació rítmica que en les seves obres posteriors. El text comença amb un pròleg de catorze versos en forma de sonet shakesperià narrat per un cor. Això no obstant, la major part de Romeu i Julieta està escrita en vers blanc i redactat en pentàmetres iàmbics estrictes. Pel que fa a l'elecció de formes poètiques, Shakespeare relaciona cadascuna d'elles a un personatge específic. Així, Fra Llorenç utilitza el sermó i la sentència moral i la dida fa ús del vers blanc, fet que mostra una tendència cap al llenguatge col·loquial. Igualment, cadascuna d'aquestes formes, es modela i s'adapta al contingut emotiu de cada escena on participa el personatge. Per exemple, quan a l'inici Romeu parla sobre Rosalinda, intenta emprar el sonet de Petrarca. Usualment, aquest recurs l'aplicaven els homes per exagerar la bellesa de les dones, qualitat que és difícil d'aconseguir tal com es descriu en la situació de Romeu i Rosalinda. Aquesta forma poètica l'usa també la senyora Capulet quan descriu a Julieta com és l'aparença física de Paris, a qui qualifica d'atractiu.
En el moment en què la jove parella es coneix, Shakespeare canvia el petrarquisme de les seves respostes a un estil de sonet més contemporani, mitjançant l'ús de metàfores relacionades amb «sants» i «pelegrins». Finalment, quan ambdós es troben en l'escena de la balconada, Romeu utilitza un sonet per expressar-li el seu amor, però Julieta l'interromp amb la pregunta directa "M'estimes?". En recórrer a això, Shakespeare (Julieta) busca l'expressió veritable més que l'ús d'una exageració poètica sobre l'amor. El mateix personatge fa servir monosíl·labes en les converses amb Romeu, però utilitza un llenguatge formal amb Paris.
Altres formes poètiques existents inclouen un epitalami de Julieta, una rapsòdia composta per Mercutio per definir a la Reina Mab i una elegia feta per Paris. Shakespeare conserva el seu típic estil de prosa per delimitar les expressions de la gent comuna, tot i que de vegades la utilitza en personatges com Mercutio. Així mateix, l'humor juga un rol indispensable: Molly Mahood va identificar, almenys, 175 jocs de paraules en el text, la major part de naturalesa sexual, fonamentalment els existents entre Mercutio i la dida.

### Crítica psicoanalítica
Alguns psicoanalistes han percebut que el problema de Romeu i Julieta, en termes de la impulsivitat de Romeu, prové d'una "agressió mal controlada i parcialment encoberta" que, en última instància, condueix tant a la mort de Mercutio com al doble suïcidi. Així mateix, consideren que la trama no és psicològicament molt complexa; mitjançant una anàlisi, consideren que l'experiència tràgica masculina resulta equivalent a una malaltia. Per a Norman Holland, el somni de Romeu és com un autèntic "desig ple de fantasia tant en termes del seu món adult com de la seva hipotètica infància en les etapes oral, fàl·lica i edípica" –reconeixent que un personatge dramàtic no és un ésser humà amb processos mentals separats dels de l'autor. Altres especialistes del camp de la psicoanàlisi, com Julia Kristeva, se centren en l'odi existent entre les famílies i argumenten que l'odi provoca al seu torn la passió mútua entre Julieta i Romeu. Igualment, aquesta aversió es manifesta directament en el llenguatge dels amants: per exemple, Julieta recita que "el meu únic amor només sorgeix del meu únic odi", de vegades expressant la seva passió per mitjà d'una anticipació de la mort de Romeu. Aquestes opinions condueixen a una especulació sobre el caràcter psicològic del dramaturg, en particular sobre la consideració del dolor de Shakespeare per la mort del seu fill, Hamnet.

### Teoria feminista

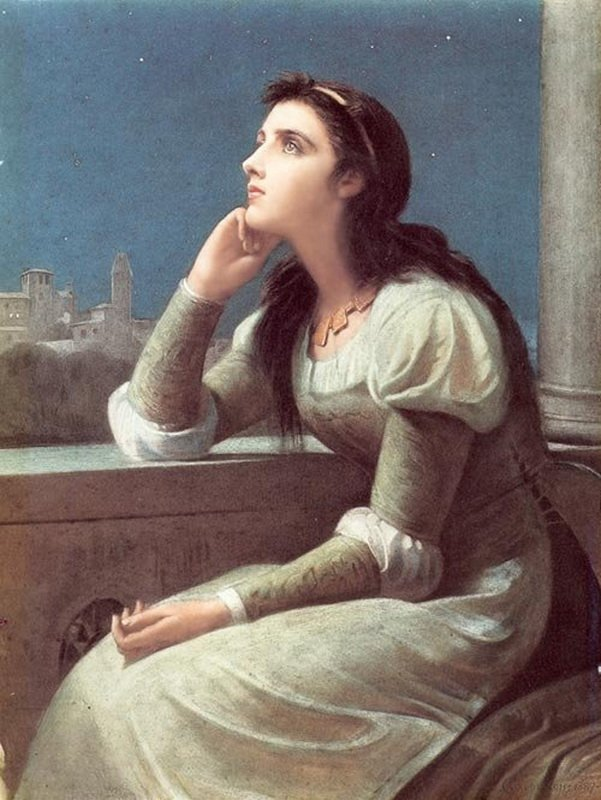
Il·lustració de Julieta. Obra de Philip Hermogenes Calderon, del 1888.

Diversos crítics feministes sostenen que el fonament de l'enfrontament entre les famílies resideix en la societat patriarcal de Verona. Per a Coppélia Kahn, el segell masculí de la violència extrema s'imposa en la personalitat de Romeu com la força principal que impulsa que tota la sèrie d'esdeveniments acabi en una tragèdia. Quan Tibald mata a Mercutio, Romeu es torna violent, lamentant-se per haver-se "efeminat" a causa de Julieta. Des d'aquesta perspectiva, els joves "es tornen homes" només en emprar la violència en nom dels seus pares; o en el cas dels servents, dels seus amos. La baralla també denota virilitat, com ho demostren els nombrosos acudits sobre la virginitat que es poden trobar al llarg de l'obra.
D'altra banda, Julieta presenta l'etiqueta femenina de la docilitat en permetre que personatges com el frare resolguin els seus problemes personals. Altres crítics d'aquest corrent, tals com Dympna Callaghan, observen un angle històric en el feminisme del text, on l'ordre feudal estava sent qüestionat per un govern cada vegada més centralitzat; també afegeix el factor de l'arribada del capitalisme com una de les principals circumstàncies. Al mateix temps, les noves idees del purisme sobre el matrimoni en comparació amb altres ideologies més antigues havien restat importància als "mals de la sexualitat femenina", i adopten un enfocament a favor del matrimoni per amor. Per això, les evasions de Julieta respecte als intents del seu pare per obligar-la a contreure matrimoni amb un home a qui ella no estima, és un exemple de la forma en què Julieta desafia l'ordre patriarcal d'una manera que possiblement no hagués estat possible en temps passats.

### Homosexualitat

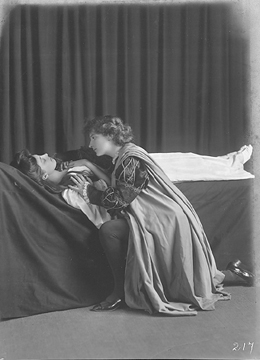
Dues actrius interpretant l'obra

Diverses anàlisis provinents de la teoria Queer qüestionen les orientacions sexuals de Mercutio i de Romeu, comparant la seva amistat amb una forma d'homosexualitat. En una conversa, Mercutio fa esment del fal·lus de Romeu, la qual cosa suggereix possibles indicis d'homoerotisme; per exemple, quan Mercutio diu: "el que es fes sorgir algun esperit d'estranya naturalesa en el cercle de la seva adorada i que allí se li mantingués fins que ella, per mitjà d'exorcismes, li tornés a la profunditat".
L'homoerotisme de Romeu pot trobar-se en la seva actitud cap a Rosalinda, a qui veu com una dona distant i indisponible, incapaç de donar-li cap esperança de continuar amb la seva descendència. Així mateix, tal com afegeix Benvolio sobre aquest tema, "ella és substituïda per algú amb major reciprocitat". Els sonets de procreació de Shakespeare descriuen a un altre jove que, igual que Romeu, té problemes de tipus sexual, per la qual cosa podria ser vist com un homosexual. Crítics especialitzats en el tema creuen que Shakespeare podria haver introduït Rosalinda com una manera viable d'expressar els problemes vinculats amb la procreació. En aquest marc, quan Julieta diu, "[…] això que coneixem com rosa [o Rosalinda] / Amb un altre nom faria olor més dolç", possiblement està plantejant-se si hi ha alguna diferència entre la bellesa d'un home i la d'una dona.

## Indicis històrics

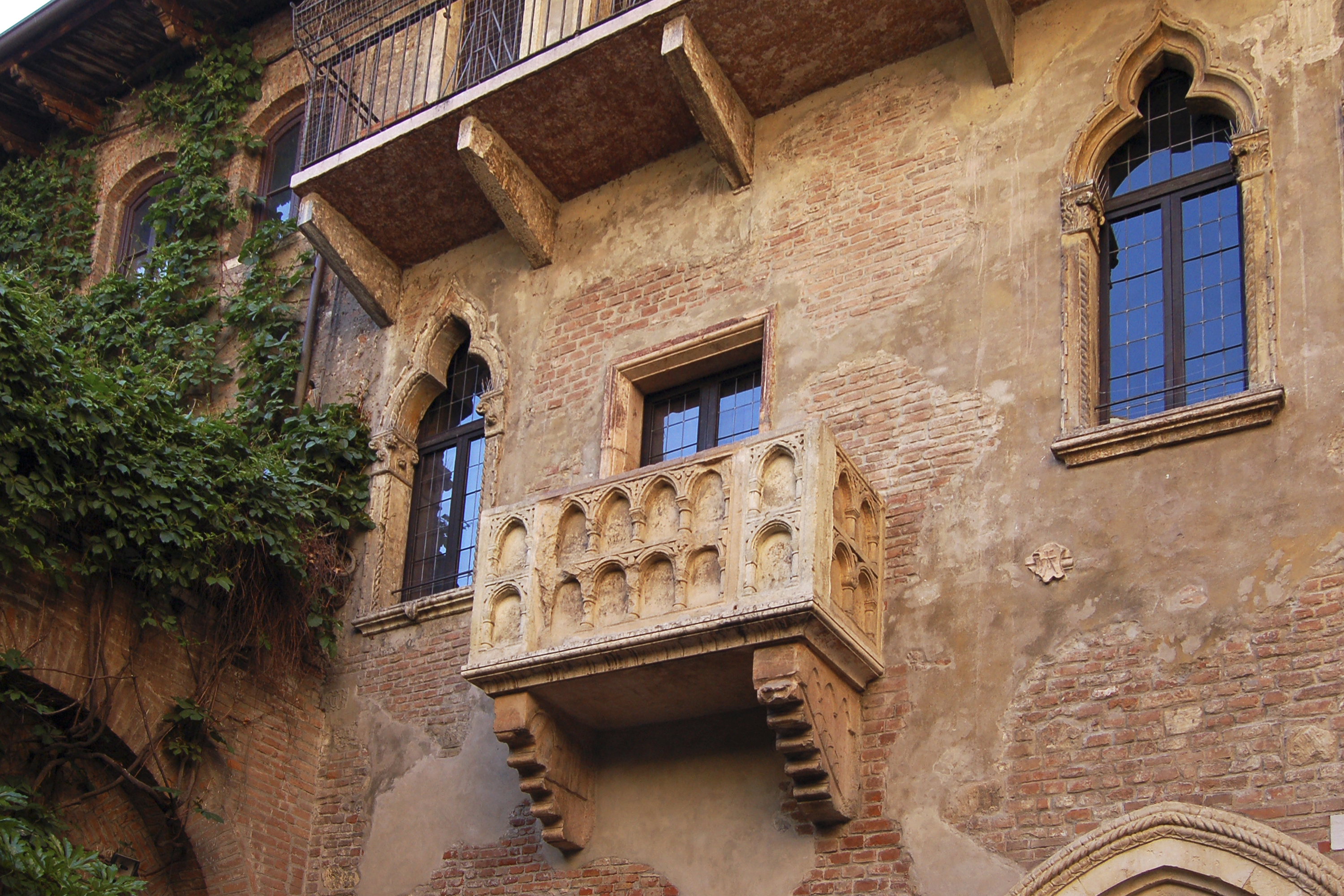
La casa de Julieta, a Verona (Itàlia) atreu milions de visitants cada any.

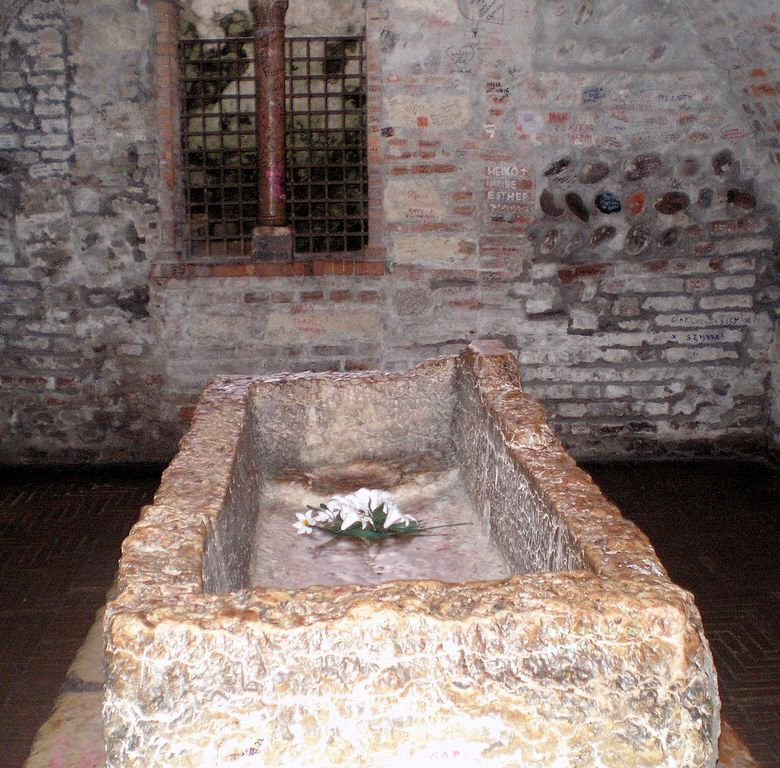
Tomba de Julieta

Shakespeare escollí Verona, una de les més pròsperes ciutats del nord d'Itàlia. Actualment, la ciutat sovint atreu parelles principalment per haver-se guanyat el distintiu de la Ciutat de Romeu i Julieta. A més, es caracteritza per posseir un patrimoni arquitectònic i històric molt bé preservat, comptant amb un amfiteatre romà, un castell de l'edat mitjana, així com una sèrie de palaus i esglésies provinents de l'època medieval. Al costat d'aquests atractius i edificacions com el Museu de Castelvecchio, Verona posseeix l'anomenada casa de Julieta; encara que no existeix cap prova que determini que els Capulet hi van viure, atrau molts visitants. Va ser construït al segle xviii, i podria haver sigut de la família Cappello. A l'interior hi ha una estàtua de bronze de Julieta, uns frescs de l'obra i informació sobre la biografia de Shakespeare. Hi ha una llegenda que diu que qui toqui la mamella esquerra de l'estàtua tindrà sort en l'amor.
La qüestió sobre si Romeu i Julieta realment van existir és ambigua. Existeixen registres en els quals Girolamo della Corte, contemporani de Shakespeare, afirmà que la relació dels dos joves amants havia succeït realment l'any 1303, encara que no s'ha pogut comprovar. L'única cosa que si se sap és que les famílies Montagú i Capulet sí que van existir realment, encara que no se sap si van viure en la península Itàlica; i tampoc es pot certificar que hagueren estat rivals. Una altra font literària que esmenta les dues famílies és La Divina Comèdia, de Dante Alighieri. En aquest poema, Dante cita als Montagú i als Capulet com a participants d'una disputa comercial i política a Itàlia. En el mateix material, ambdues famílies es troben en el purgatori, tristes i desolades. Per a l'historiador Olin Moore, eren dos importants partits polítics italinas rivals: els güelfs i gibel·lins. Hi ha també qui nega la seva existència; Lope de Vega i Matteo Bandello pensaven que la gent havia alimentat l'existència d'aquestes famílies amb el pas del temps. No hi ha cap prova respecte a aquestes sospites, ja sigui en la literatura italiana o en la biografia de William Shakespeare. No obstant això, per a certes persones com l'historiador Rainer Sousa, l'"amor tràgic i desmesurat de Romeu i Julieta", sembla instaurar un arquetip de l'amor ideal, moltes vegades distant de les experiències afectives experimentades de manera quotidiana. Tal vegada, hi ha qui acredita que l'amor sense mesura, com el del cas shakespearià, és real.

## Història de les escenificacions

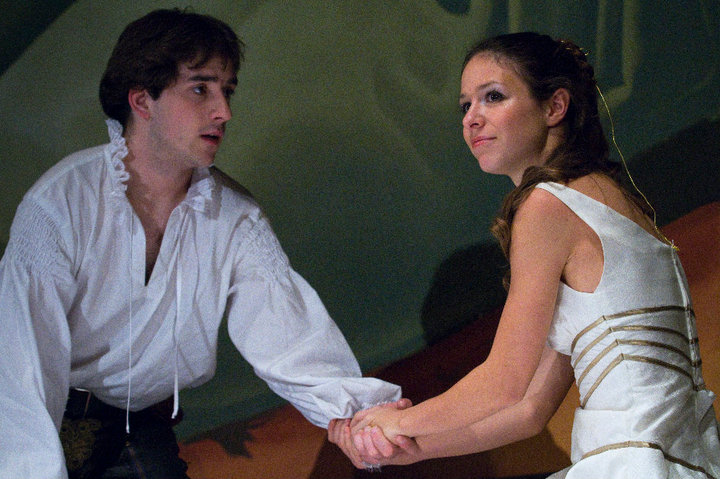
Romeu i Julieta, 2011

Al costat de Hamlet, Romeu i Julieta és una de les obres més escenificades de Shakespeare. Així mateix, les seves nombroses adaptacions han passat a convertir-la en una de les històries més famoses i perdurables.
Fins i tot era extremadament popular en època de l'autor; segons Gary Taylor, fou la sisena obra més famosa de Shakespeare, considerant el període posterior a la mort de Christopher Marlowe i Thomas Kyd, i abans de l'arribada de la popularitat de Ben Jonson, un autor del Renaixement. Taylor va tenir present aquest lapse de temps, ja que era l'època en què es considerava a Shakespeare com al dramaturg més important de Londres.
En l'actualitat encara es representa.

### A l'època de Shakespeare

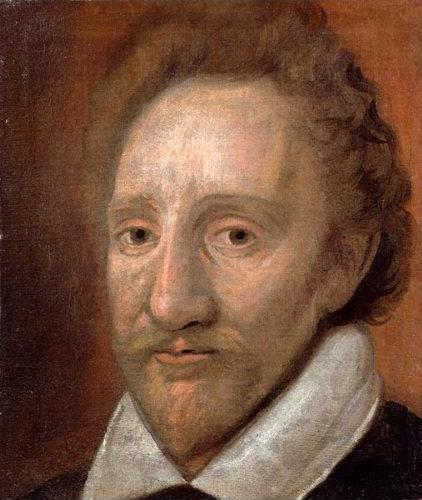
Richard Burbage, considerat com el primer actor que va interpretar a Romeu.

Es desconeix quan es va realitzar la seva primera escenificació. La primera edició (Q1) de 1597 diu que: "ha estat teatralitzada públicament [i amb molts aplaudiments]"; es pot deduir, per tant, que ja s'havia posat en escena abans que fos publicat el text. No obstant això, se sap amb certesa que la companyia teatral Lord Chamberlain's Men fou la primera de representar-la públicament. Tenint en compte les importants connexions amb el dramaturg, en la segona edició (Q2) apareix publicat en una línia de l'Acte V el nom d'un dels seus actors, William Kempe, en lloc de Pere, nom d'un dels servents de la família Capulet. Igualment, es considera que Richard Burbage –l'actor principal de la companyia Lord Chamberlain's Men– va interpretar per primera vegada Romeu, mentre que el jove Robert Goffe va assumir el rol de Julieta. El fet que un home interpretés un personatge femení es deu al fet que en aquells dies les lleis prohibien que les dones actuessin en el teatre. A més, s'estima que l'obra va estrenar-se en els teatres isabelins, The Theatre i The Curtain, acompanyada en aquest últim d'altres produccions estrenades recentment. A causa que l'any 1604 es va estrenar una versió simplificada en la localitat alemanya Nördlingen, també és una de les primeres obres de Shakespeare representades fora del territori anglès.

### Restauració i teatre delseglexviii
El 6 de setembre de 1642, el govern purità va clausurar tots els teatres anglesos. Després de la restauració de la monarquia, el 1660, es van formar dues companyies de teatre (King's Company i Duke's Company), per la qual cosa tot el repertori teatral existent fins a aquell moment va quedar repartit entre ambdues companyies. D'aquesta forma, William Davenant (de Duke's Company) va muntar una nova versió de Romeu i Julieta el 1662, en la qual Henry Harris va exercir el paper de Romeu, Thomas Betterton el de Mercutio i Mary Saunderson (esposa de Betterton) el de Julieta. Així, es considera que Saunderson fou la primera dona que interpretà el rol de Julieta de forma professional. Una altra versió paral·lela a l'adaptació de Davenant va ser produïda per la mateixa companyia però, a diferència de l'original, aquesta va convertir-se en una tragicomèdia feta per James Howard, on els protagonistes al final no morien.

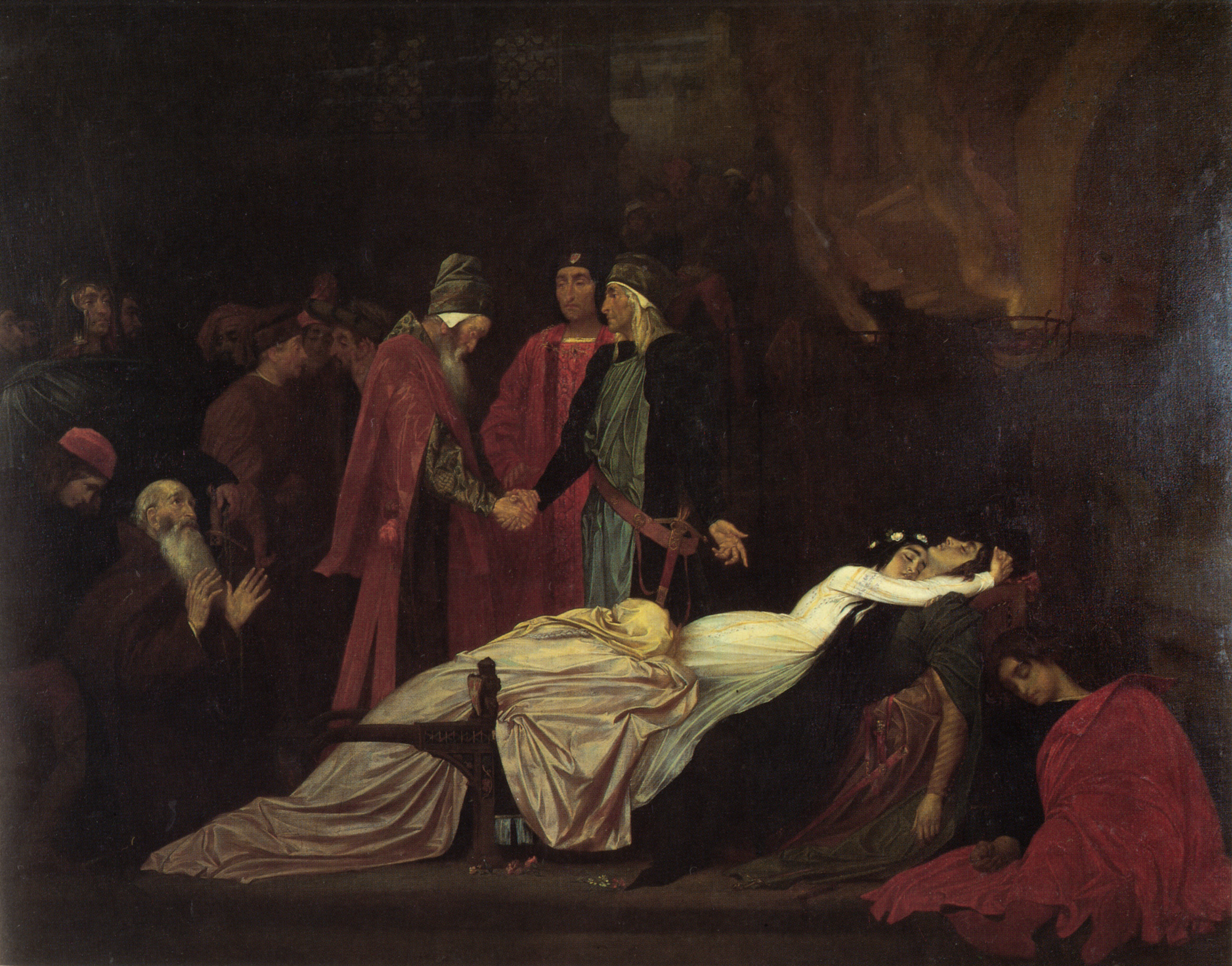
Morts Romeu i Julieta, les seves famílies es reconcílien

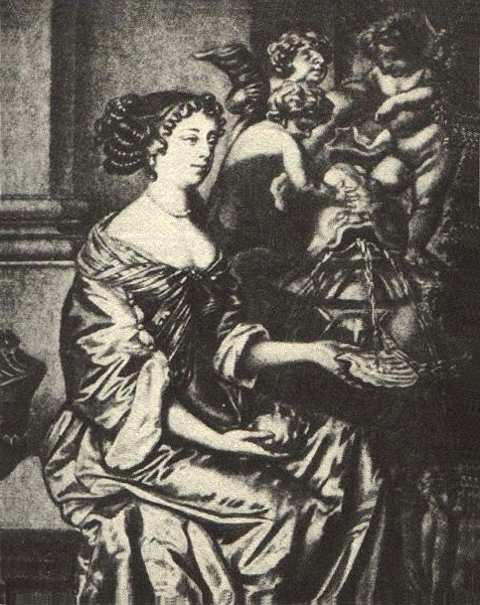
Mary Saunderson, la primera dona a interpretar Julieta de manera professional.

El 1680, es va estrenar The History and Fall of Caius Marius (Història i final de Caius Marius) de Thomas Otway, catalogada com una de les adaptacions més extremes de l'obra de Shakespeare, de la Restauració. Aquesta versió mostrava diverses diferències respecte al guió original, entre les quals destaca el fet d'haver canviat Verona per la Roma Antiga, la modificació dels noms dels amants (Romeu per Marius, i Julieta per Lavinia), la substitució de l'enfrontament entre les famílies italianes per la lluita de classes entre patricis i plebeus; però el mateix final: Lavinia desperta just abans que Marius mori. Contràriament al que es pogués pensar, aquesta representació es va convertir en un èxit tan important, que va continuar sent representada durant set dècades. És important destacar que l'element més perdurable de la versió era l'escena final, la mateixa que continuaria usant-se durant els propers dos segles, sobresortint-ne l'adaptació de Theophilus Cibber (fill de Colley Cibber) realitzada el 1744 i l'escenificació de David Garrick del 1748, les quals eren variacions d'aquesta. Així mateix, ambdues adaptacions van eliminar els elements que eren considerats com a inadequats en aquesta època. Per exemple, en l'última adaptació es va transferir a Julieta el llenguatge que originalment descrivia a Rosalinda, amb el propòsit d'incrementar el valor de la fidelitat i minimitzar el concepte d'amor a primera vista. El 1750, va començar una "Batalla de Romeus"; per una banda, amb Spranger Barry i Susannah Maria Arne (esposa de Theophilus Cibber) que actuaven al Teatre Real d'Òpera i, per l'altra, David Garrick i George Anne Bellamy que ho feien al Teatre Drury Lane.
La primera producció coneguda als Estats Units fou una presentació de teatre d'aficionats que es va estrenar el 23 de març de 1730. Aquesta informació es coneix per un anunci publicitari aparegut al periòdic Gazette, on el metge Joachimus Bertrand promocionava una producció en la qual ell interpretaria l'apotecari. Les primeres adaptacions professionals arribarien de la mà de la companyia teatral Hallam Company.

### Teatre delseglexix

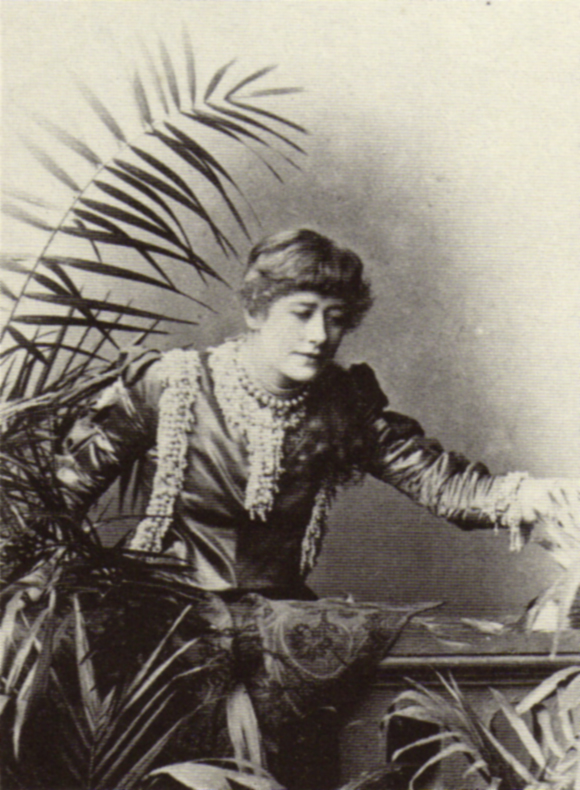
Julieta, en una presentació de 1882

La versió de Garrick es va tornar molt popular, arribant a escenificar-se gairebé durant tot el segle xviii i part del XIX. El 1845 es va reprendre la representació de l'obra original de Shakespeare als Estats Units, amb la interpretació de les germanes Susan i Charlotte Cushman. Dos anys després, va succeir el mateix a la Gran Bretanya, en el Sadler's Wells Theatre, amb l'actuació de Samuel Phelps. L'adaptació de les germanes Cushman va arribar a les vuitanta-quatre representacions; diversos crítics van lloar la interpretació de Susan interpretant Romeu, que l'arribaren a considerar com a "perfecta". Al diari The Times, es va escriure el següent:
| « | "Durant molt temps, Romeu ha estat una convenció. No obstant això, el Romeu de la senyoreta Cushman és un ésser humà creatiu, brillant, animat i ardent". | » |

Al seu torn, la reina Victòria va escriure en el seu diari:
| « | Ningú podria haver imaginat que realment era una dona. | » |

D'aquesta forma, l'èxit de la versió de la Cushman va substituir la tradició de la versió de Garrick, encoratjant futures escenificacions a partir del guió original del Shakespeare.
Les representacions professionals de Shakespeare en la meitat del segle xix tenien com a finalitat principal millorar la trajectòria artística dels actors, per tant se solia ometre alguns papers secundaris per tal de mantenir una certa prominència en els personatges principals. El tret característic d'aquesta època era la "il·lustració", concepte que feia referència a l'espectacularitat dels muntatges elaborats on es pretenien dur a terme les escenificacions. Aquest últim factor ocasionava que existissin llargues pauses durant l'obra per poder canviar l'escenari cada vegada que el context ho exigia. Així mateix, de manera constant, s'usaven quadres vius. El 1882, al Lyceum Theatre de Londres, es va estrenar la producció de l'actor Henry Irving. En aquesta versió, Irving interpretava a Romeu, mentre que l'actriu Ellen Terry feia el paper de Julieta. Es pot afirmar que aquestes interpretacions haurien de ser catalogada com un dels arquetips de l'estil il·lustrat, esmentat anteriorment. Anys després, el 1895, quan Irving viatjà al continent americà per realitzar una gira teatral, Johnston Forbes-Robertson va assumir el paper de Romeu en el Lyceum Theather, i la seva dramatització del personatge fou més natural i realista que la d'Irving; a partir d'aquell moment, la seva versió passà a ser un referent molt popular. Forbes-Robertson evità fer ús de l'espectacularitat d'Irving, i tractà de fer una descripció més realista de Romeu, expressant el diàleg poètic com si fos una prosa realista i evitant les floritures melodramàtiques.
D'altra banda, els actors nord-americans van començar a competir amb els seus homòlegs britànics; Edwin Booth (germà de John Wilkes Booth) i Mary McVicker (que després es convertiria en l'esposa d'Edwin) feren una nova interpretació dels joves amants, estrenant la seva producció el 3 de febrer de 1869 en el sumptuós Booth's Theatre (propietat del primer) de Nova York. L'edifici es va caracteritzar per comptar amb una maquinària teatral d'estil europeu, així com un sistema d'aire condicionat únic a la ciutat. Algunes crítiques van recollir que era una de les produccions més elaborades de l'obra que mai s'havien presenciat a Amèrica. L'escenificació es va convertir en una de les més populars de l'època durant les sis setmanes que es va representar, recaptant més de 60.000 dòlars. La primera pàgina del programa de la producció apuntava que "la interpretació seria produïda en estricta concordança amb la propietat històrica i, amb tot el respecte, seguint de prop el text de Shakespeare".
Pel que fa a Orient, la primera representació professional realitzada al Japó podria haver sigut la producció que va fer l'empresa de George Crichton Miln el 1890, quan van viatjar a Yokohama com a part d'una gira internacional.
En conclusió, al llarg del segle xix Romeu i Julieta havia passat a convertir-se en l'obra més popular de Shakespeare, tenint en compte les diverses representacions professionals dutes a terme en aquest període. Al segle xx, solament quedaria superada per Hamlet.

### Teatre delseglexx

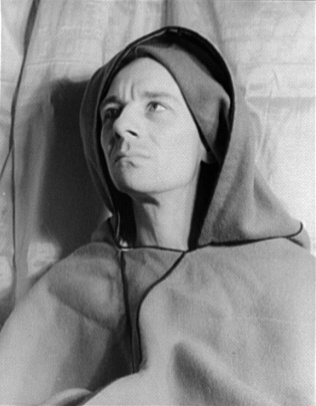
John Gielgud, un dels actors més populars del, va interpretar a Romeu, Fra Llorenç i Mercutio en l'escenari i és possiblement el primer a fer tres papers de l'obra.

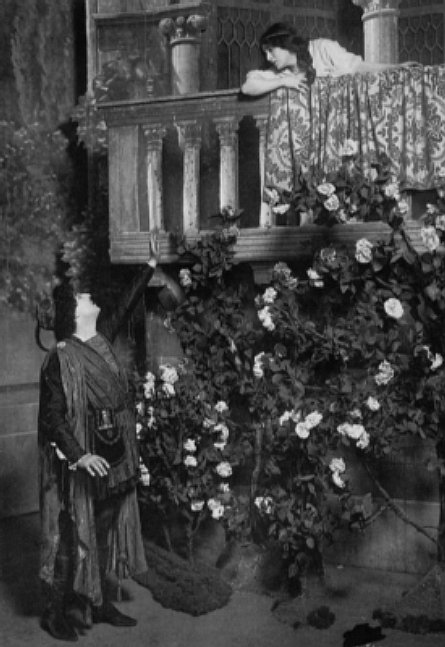
Presentació teatral en 1904

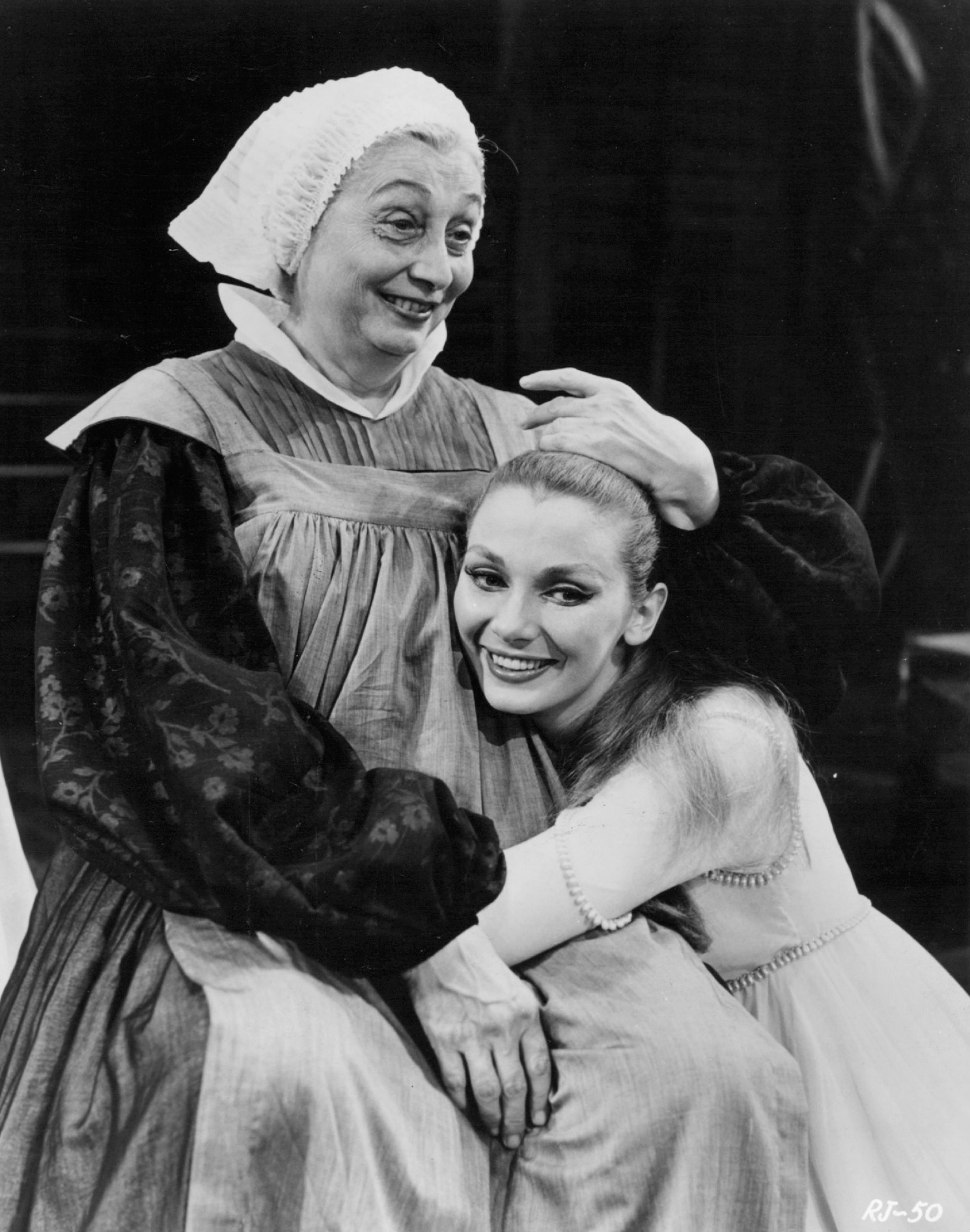
Julieta amb la seva dida, en una presentació de 1959

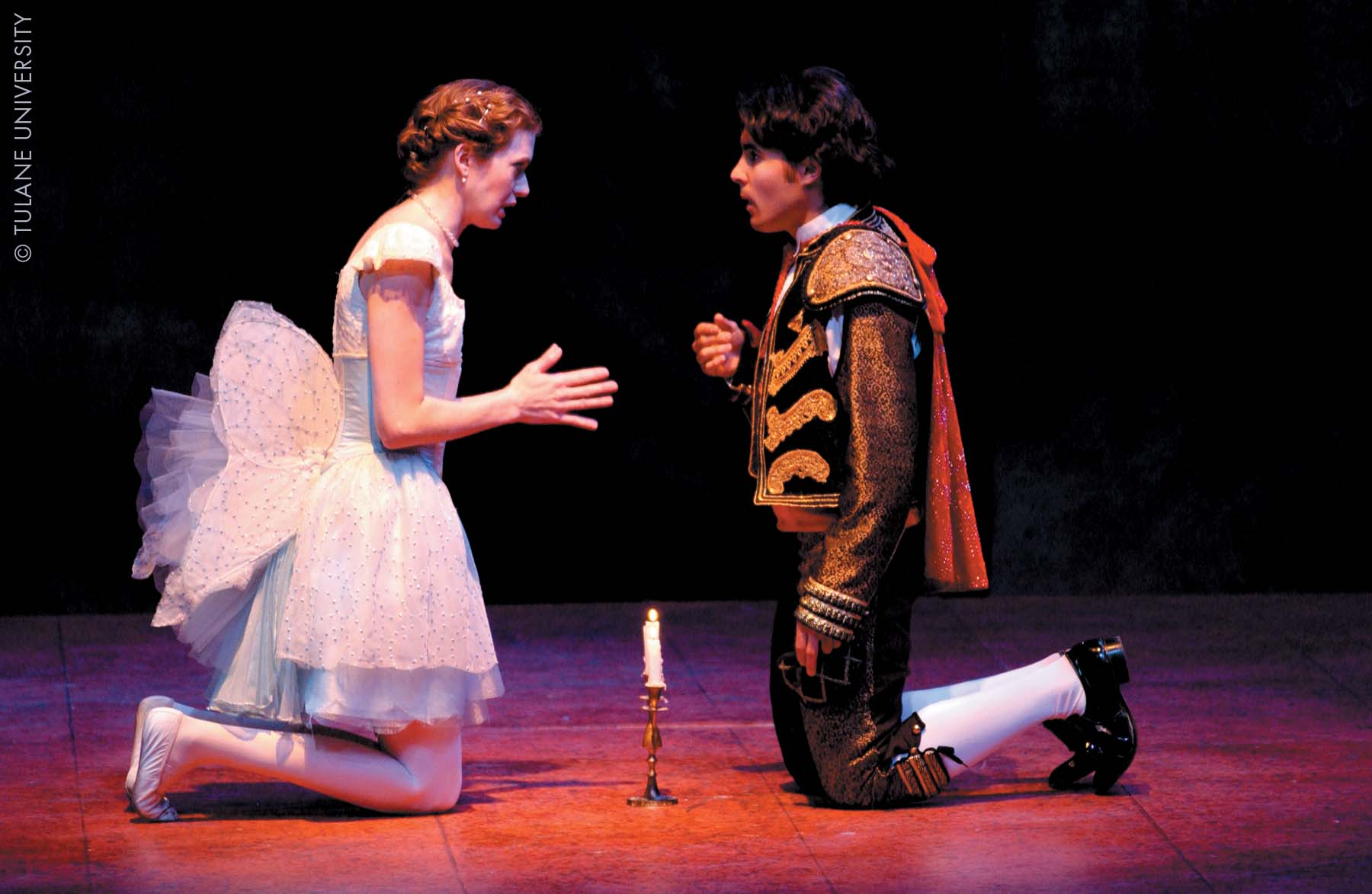
Romeu i Julieta, representats a l'inici del segle XXI (any 2003)

El 1935, la producció de John Gielgud estrenada en el New Theatre de Westminster (Londres)), tenia com a protagonistes el mateix Gielgud com a Romeu, Laurence Olivier com a Mercutio i Peggy Ashcroft com a Julieta; Gielgud i Olivier s'intercanviaren els papers al llarg de les sis setmanes. Gielgud proposà una combinació acadèmica de les primeres dues edicions de l'obra, per realitzar un muntatge i un vestuari d'acord amb l'època elisabetiana. Al final, els seus esforços li van aportar un considerable èxit comercial i, addicionalment, aconseguí un realisme històric sense precedents en la trajectòria de les escenificacions de Romeu i Julieta. Més tard, Olivier va comparar la seva actuació amb la de Gielgud dient:
| « | "John [Gielgud]: espiritualitat, bellesa i abstracció; Jo: completament connectat a Terra, sang i humanitat. Sempre he sentit que John estranyava la seva meitat humil i em va fer anar per l'altra, però el que fos el que fos, quan interpretava a Romeu sentia com si carregués una torxa, tractant d'oferir el realisme de Shakespeare. | » |

Amb la versió de 1947 de Peter Brook, es va iniciar un nou cicle en la manera de dur a terme els muntatges i les interpretacions, amb un enfocament on la trama original pogués connectar-se amb la societat contemporània. En les seves pròpies paraules, "una producció només pot ser adequada si és exacta, i bona si és reeixida". Un detall notable en l'adaptació de Brook, va consistir en el tractament de la reconciliació final entre els Capulet i els Montagú.
Al llarg del segle xx, i sota la influència del cinema, es va optar per escollir actors joves, ja que es van associar les característiques dels personatges amb menors d'edat. En aquest context, cal destacar les interpretacions de John Stride i Judi Dench en la versió que va dur a terme Franco Zeffirelli, en el teatre Old Vic el 1960. Zeffirelli va manllevar algunes idees de Brook, retirant d'igual manera una tercera part del guió original per fer-lo més accessible als espectadors. En una entrevista realitzada a The Times, el productor va concloure que "els temes idèntics de l'amor i la ruptura total de l'entesa entre dues generacions, té una rellevància contemporània". Així mateix, les següents escenificacions es van situar en un context contemporani. Per exemple, el 1986, la Royal Shakespeare Company va dur a terme una producció ambientada en la Verona moderna; les navalles van reemplaçar les espases, el ball formal es va canviar per una festa de rock i Romeu se suïcidava amb una agulla hipodèrmica. El 1997, es va estrenar una producció la trama de la qual esdevé en un típic suburbi, en el qual Romeu s'infiltra en una graellada familiar dels Capulet per conèixer a Julieta, mentre que aquesta s'assabenta a la seva escola de la mort de Tibald.
Analitzant els aspectes anteriorment esmentats, s'observa un interès per part de les empreses teatrals per tal d'adaptar el guió original a un període específic, amb el propòsit únic de permetre a les audiències sentir-se reflectits en els conflictes subjacents de la trama. Així, hi ha d'adaptacions on el context és el conflicte àrab-israelià, en l'apartheid a Sud-àfrica, o bé en l'etapa de rebel·lió dels indis poble. De forma semblant, la versió còmica de Peter Ustinov de 1956, Romanoff and Juliet, succeeix en un poble fictici d'Europa durant els esdeveniments de la Guerra Freda. En una altra producció dels anys 1980, The Life and Adventures of Nicholas Nickleby, es va realitzar una versió burlesca de l'escena final de Romeu i Julieta fent servir alguns elements de l'època victoriana; l'escena citada concloïa amb un final feliç en el qual Romeu, Julieta, Mercutio i Paris reviuen, mentre que Benvolio revela la seva disfressa i es descobreix que és Benvolia, declarant el seu amor a Paris. D'altra banda, Shakespeare?s R&J de Joe Calarco va adoptar un gir inèdit en la qual es va explorar un despertar homosexual de la joventut. Una de producció més recent és la comèdia musical de Chicago The Second City's Romeo and Juliet Musical: The People vs. Friar Laurence, the Man Who Killed Romeo and Juliet.
Als segles XIX i XX, Romeu i Julieta va passar a convertir-se en l'obra preferida de Shakespeare per inaugurar noves companyies teatrals. Així succeí amb el debut teatral d'Edwin Booth (el 1869), en la nova estructura del teatre Old Vic estrenada el 1929, amb John Gielgud, Martita Hunt i Margaret Webster en els rols principals, o la presentació de la Riverside Shakespeare Company de Nova York, el 1977.

## Influència artística

### Música i ballet

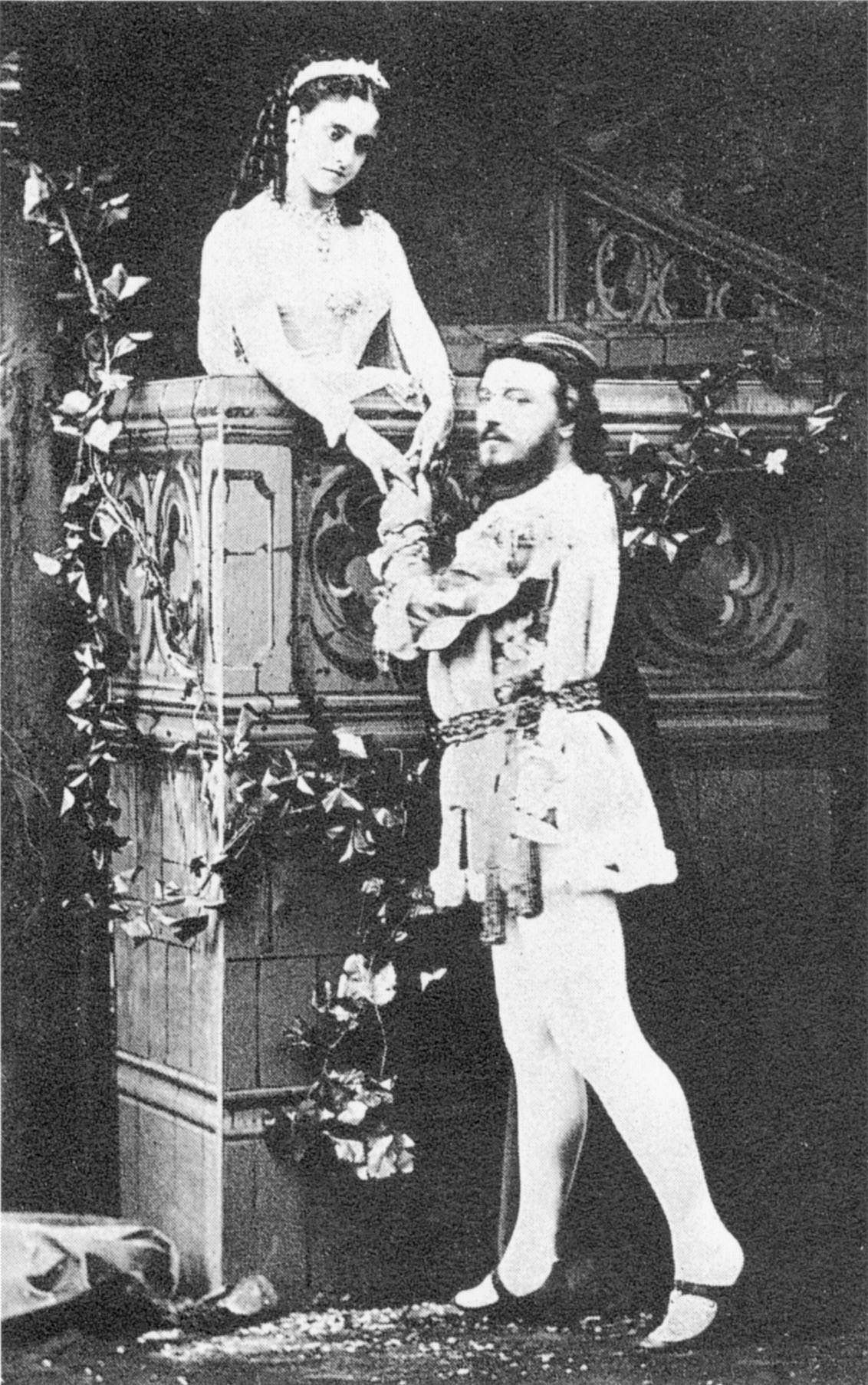
Versió operística

Almenys existeixen unes vint-i-quatre òperas que s'han basat en Romeu i Julieta. La més antiga, Romeu und Julie, va aparèixer el 1776, un singspiel (petita òpera popular) compost per Georg Benda. Aquesta obra va ometre una gran part de l'acció i també alguns dels personatges de l'obra de Shakespeare, tot acabant la trama amb un final feliç. Però l'òpera més coneguda és Roméo et Juliette de Charles Gounod, estrenada el 1867 amb un llibret escrit per Jules Barbier i Michel Carré; rebé una bona acollida per part de la crítica i des de llavors forma part del repertori d'òpera arreu del món. I Capuleti e i Montecchi de Vincenzo Bellini també és una òpera ben acollida, tot i que ha rebut comentaris negatius per les diferències respecte al guió de Shakespeare. Bellini i el seu llibretista, Felice Romani, van incorporar alguns elements culturals italians que Romani va redactar, originalment, per a una òpera de Nicola Vaccai.

#### Òperes
- 1776, 25-9: Romeo und Julie, singspiel amb música de Georg Benda, text de Friedrich Wilhelm Gotter; estrenat a Gotha (Alemanya)
- 1778: Romeo e Giulia, òpera de Johann Gottfried Schwanberger, amb llibret de Giulio Roberto Sanseverino; estrenada al Großes Hoftheater (Brunsvic).
- 1792, 7-7: Tout pour l'amour ou Roméo et Juliette, òpera còmica de Nicolas Dalayrac, llibret de Boutet de Monvel; Comédie italienne (París).
- 1793, 9-10: Roméo et Juliette, òpera de Daniel Steibelt, llibret de Joseph Alexandre Pierre, Vicomte de Ségur; Théâtre Feydeau (París).
- 1796, 30-1: Giulietta e Romeo, òpera amb música de Niccolò Antonio Zingarelli, llibret de Giuseppe Maria Foppa; estrenada a la Scala (Milà).
- 1808: Romeo und Julie, Travestie còmic d'Ignaz Schuster; Theater in der Leopoldstadt (Viena).
- 1810, 20-2: Romeo e Giulietta, òpera de Pietro Carlo Guglielmi, llibret de S. Buonaiuti; King's Theatre (Londres).
- 1825, 31-10: Giulietta e Romeo, òpera de Nicola Vaccai, llibret de Felice Romani; Teatro della Cannobiana (Milà); n'hi ha una versió revisada de 1835.
- 1830, 11-3: I Capuleti e i Montecchi, òpera de Vicenzo Bellini, llibret de Felice Romani a partir de L. Scevola i Shakespeare; Teatro La Fenice (Venècia).
- 1852: Roméo et Mariette, paròdia de Florimond Hervé, llibret de Philippe Dumanoir; París.
- 1863: Romeo, òpera de Melesio Morales, llibret de Felice Romani; Ciutat de Mèxic.
- 1865, 24-10: Romeo e Giulietta, òpera de Filippo Marchetti, llibret de Marco Marcelliano Marcello; Trieste.
- 1867, 27-4: Roméo et Juliette, òpera amb música de Charles Gounod llibret de Jules Barbier i Michel Carré; Théâtre lyrique de París (segona versió: 1872, Operá comique (París); tercera versió amb ballet: 1888, Opéra, París).
- 1867, 12-5: Les amants de Vérone, òpera de Paul Xavier Desiré, marquis d'Ivry; estrena privada a Paris, May 12, 1867; pública: 1878.
- 1916, 7-1: Romeo and Juliet, òpera de John Edmund Barkworth; Middlesborough.
- 1922, 14-2: Giulietta e Romeo, òpera amb música de Riccardo Zandonai, llibret d'Arturo Rossato; estrena al Teatro Costanzi de Roma.
- 1940, 13-4: Romeo und Julia, òpera amb música i llibret de Heinrich Sutermeister, a partir de la traducció alemanya del drama per August Wilhelm von Schlegel; Staatsoper de Dresde.
- 1947: Romeo und Julia, òpera amb música i llibret de Boris Blacher; Berlín.
- 1989, 10-6: Roméo et Juliette, òpera de Pascal Dusapin, llibret d'Olivier Cadiot; Montpeller.

Indirectament, se'n basen:
- 1907, 21-2: A village Romeo and Juliet, òpera de Frederick Delius, amb llibret de Delius, Jelka Rosen-Delius i Charles Francis Keary a partir de la novel·la Die Leute von Seldwyla de Gottfried Keller; Komische Oper (Berlín).
- 1932: Romeo und Julia auf dem Lande, òpera de Paul Kurzbach.

D'altra banda, el musical de teatre més representatiu és West Side Story, compost per Leonard Bernstein amb text de Stephen Sondheim. La producció va debutar a Broadway el 1957, i s'estrenà en el districte anglès West End l'any següent. Tres anys després, el 1961, es va fer una adaptació per al cinema amb importants canvis: es va traslladar els fets a una ciutat de Nova York de mitjans del segle xx, i les famílies rivals es van convertir en bandes juvenils de barri. Altres musicals notables són la producció de rock de 1999, William Shakespeare's Romeo and Juliet de Terrence Mann, la versió de Gérard Presgurvic, Roméo et Juliette, de l'Haine à l'Amour, estrenada en 2001, i Giulietta i Romeu de Riccardo Cocciante, del 2007.
Pel que fa al gènere simfònic, Romeu i Julieta d'Hector Berlioz fou estrenada el 1839. És una "composició dramàtica" dividida en dues parts: una per a solistes, i una altra per a cor i orquestra. L'obertura homònima de Piotr Ilich Txaikovski, estrenada el 1869, és un poema simfònic de considerable extensió, de caràcter fantàstic, i que conté una famosa melodia coneguda com a "tema d'amor". Txaikovski va suggerir que es repetís aquesta peça musical en les escenes del ball, la balconada, la recambra de Julieta i la tomba. Usant el mateix recurs que Txaikovski (repetir diverses vegades la peça al llarg l'obra, com un leitmotiv), Nino Rota va crear la melodia que es faria famosa com a banda sonora de la pel·lícula de 1968; un altre cas, és la cançó "Kissing You" de Donis'ree, per a la pel·lícula de 1996. Altres compositors clàssics que han tractat el tema de Romeu i Julieta són Johan Svendsen (Romeu og Julie, de 1876), Frederick Delius (A Village Romeo and Juliet, 1899-1901) i Wilhelm Stenhammar (Romeu och Julia, de 1922).

Romeu i Julieta en ballet

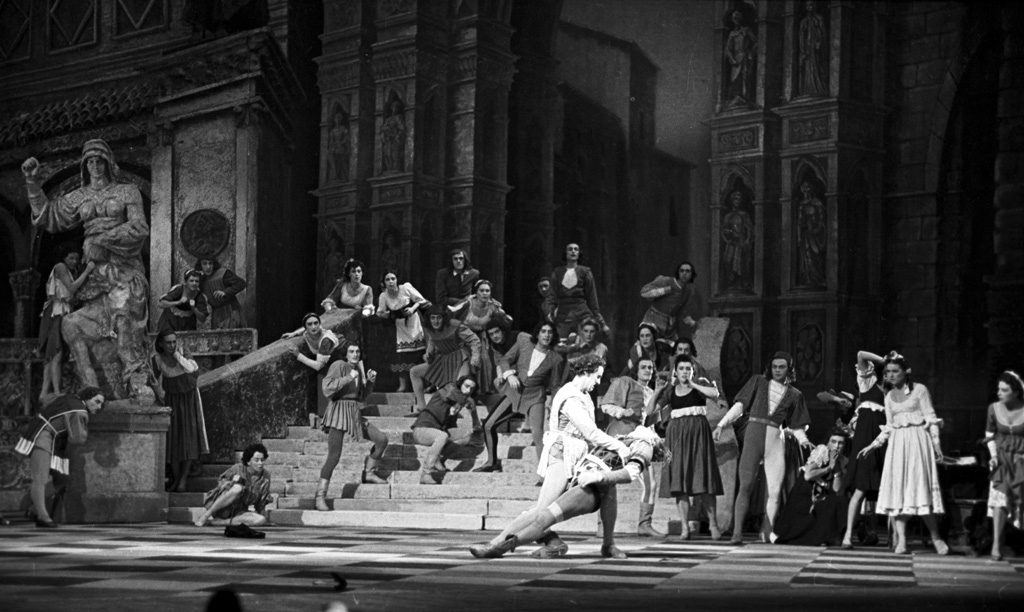
Romeu matant el cosí de Julieta en una baralla al carrer

En el cas de la música per a ballet, la més coneguda és Romeu i Julieta de Serguei Prokófiev. Inicialment l'havia d'estrenar el Ballet Mariïnski (antigament, el Ballet Imperial Rus), però la rebutjaren fins a dues ocasions: una, quan Prokófiev va intentar afegir un final feliç a la trama, i l'altra, a causa de la naturalesa experimental de la seva música. Amb el pas del temps l'obra de Prokófiev ha rebut un reconeixement merescut, destacant-ne les coreografies realitzades per John Cranko el 1962 i Kenneth MacMillan el 1965, entre d'altres.

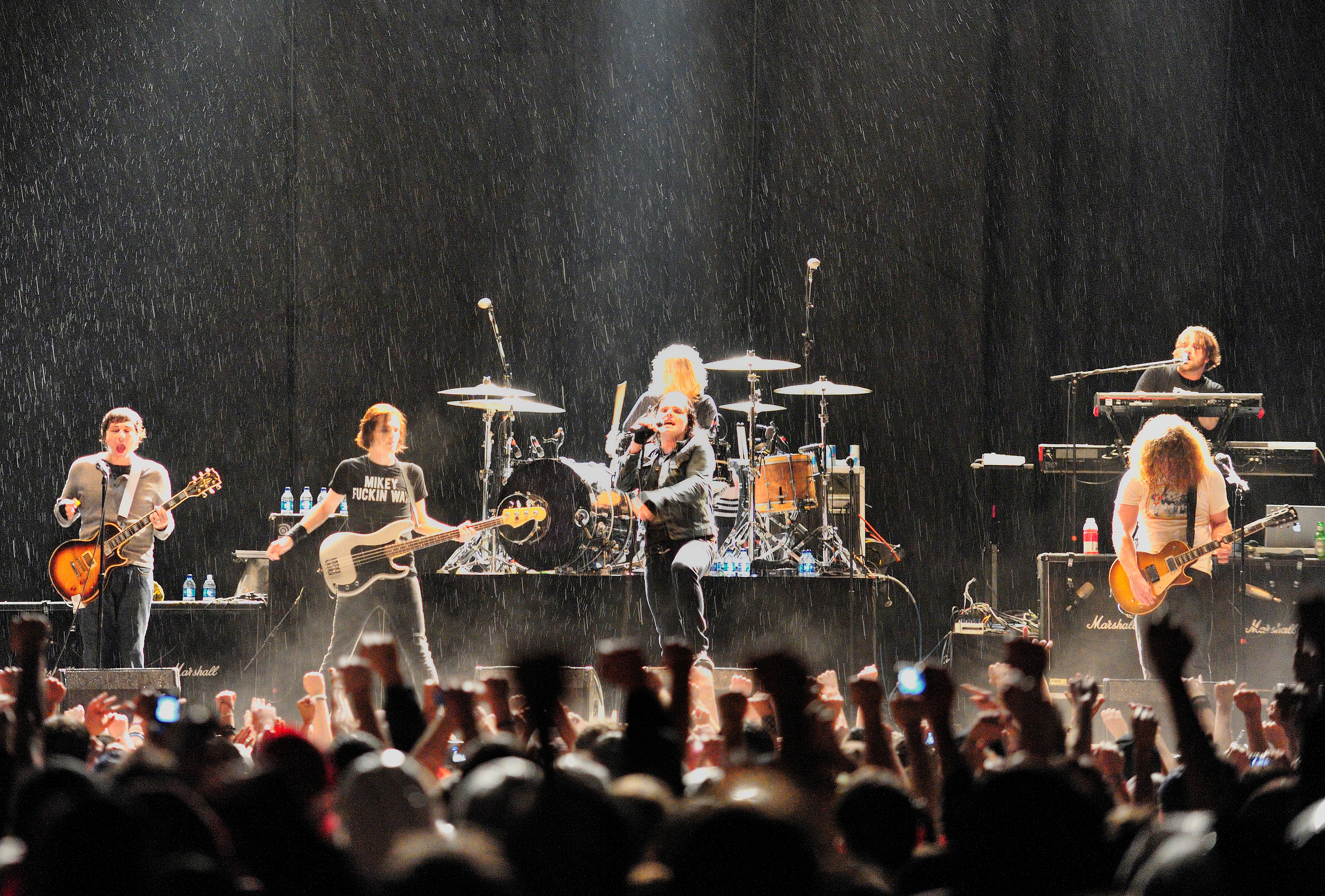
La cançó "The Sharpest Lives" de My Chemical Romance diu "A Julieta li agraden els batecs i la luxúria que comanden. Deixa anar la daga i mulla les teves mans amb sang, Romeu".

Romeu i Julieta ha influït també en el món del jazz i del pop. Del primer, cal destacar la interpretació de Peggy Lee, "Fever", el 1956,; també la melodia "The Star-Crossed Lovers" (inclosa en l'àlbum Such Sweet Thunder) del compositor Duke Ellington, en la que els protagonistes són representats per un saxo tenor i un saxo contralt, tot i que els crítics van percebre que el saxo de Julieta sobresurt massa en la peça, més enllà d'oferir una imatge d'equitat amb el saxo tenor. Així mateix, l'obra ha inspirat a diversos exponents de la música Pop com The Supremes, Bruce Springsteen, Tom Waits i Lou Reed. Igualment, el grup musical My Chemical Romance fa al·lusió a Romeu i Julieta en la seva cançó "The Sharpest Lives", i la cançó "Mademoiselle Juliette" de la cantant francesa Alizée presenta a una Julieta cansada de viure en un entorn on tot resulta fallit. Però de totes, potser la cançó més famosa és "Romeo and Juliet" del grup de rock Dire Straits.

### Literatura

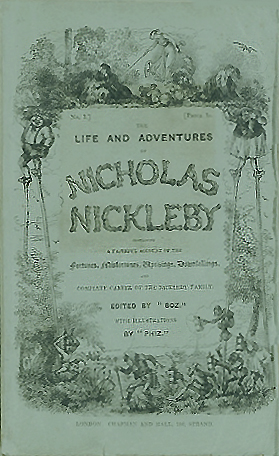
Portada original de Nicholas Nickleby de Charles Dickens, obra que es considera va ser influenciada per Romeu i Julieta.

La seva composició i trama ha tingut una profunda influència en la literatura posterior a la seva creació. Anteriorment, l'amor no solia ser vist com un element digne d'una tragèdia. En paraules de Harold Bloom, Shakespeare "va inventar la fórmula que el component sexual es converteix en eròtic quan es creua amb l'ombra de la mort". De les obres de Shakespeare, és la que més ha generat variacions, ja siguin treballs produïts en versos narratius o en prosa, pintures, drames, òperes i composicions corals, orquestrals i ballets, així com en diferents versions per a cinema i televisió. En la llengua anglesa, igual que en molts països llatins, la paraula "Romeu" es considera com un sinònim de "amant masculí". Respecte a paròdias, Romeu i Julieta va ser satiritzada en Les dues furioses dones d'Abingdon (1598) de Henry Porter, i Blurt, Master Constable (1607) de Thomas Dekker; més específicament, en l'escena de la balconada, on una heroïna verge recita paraules indecents. Des d'una altra perspectiva, l'obra shakesperiana va influenciar també certs treballs literaris, com en l'obra Nicholas Nickleby, de Charles Dickens.

### Art
De la mateixa manera, l'obra ha estat il·lustrada en moltes ocasions. La primera il·lustració coneguda és una xilografia representant l'escena de la balconada, que s'atribueix a Elisha Kirkall, i que podria haver estat creada probablement l'any 1709 per acompanyar una edició de les obres de William Shakespeare produïda per Nicholas Rowe. En el segle xviii, la Galeria Boydell Shakespeare va encomanar cinc pintures que retratessin cadascun dels cinc actes de la tragèdia. D'altra banda, la tradició de les produccions "pictòriques" del segle xix va impulsar la realització d'il·lustracions que servissin d'inspiració, obres en les que es representaven els actors i els escenaris ideals per a cada versió teatral. Ja entrat el segle xx, les icones visuals començaren a tenir present les produccions cinematogràfiques de l'època.

### Cinema i televisió

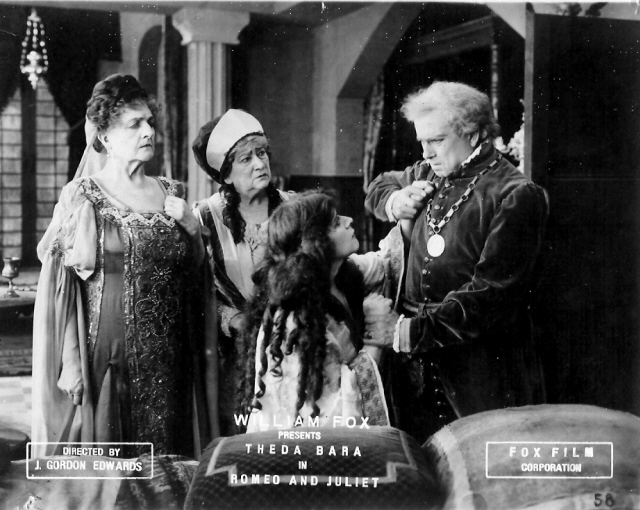
Versió cinematogràfica de l'any 1916

Romeu i Julieta és considerada com la tragèdia més adaptada de la història del cinema. La versió original de Shakespeare es va filmar per primera vegada en l'època del cinema mut per Georges Méliès, encara que la cinta està "perduda". The Hollywood Revue of 1929, amb John Gilbert i Norma Shearer, fou la primera versió cinematogràfica amb àudio. D'altra banda, Renato Castellani va guanyar el Lleó d'Or del Festival de Venècia per la seva versió Romeu i Julieta de 1954, amb Laurence Harvey com a Romeu, i Susan Shentall fent de Julieta.
Les produccions cinematogràfiques més famoses són el film de 1936 (nominat a quatre Oscars), dirigit per George Cukor, la versió de 1968 del director Franco Zeffirelli, i Romeu + Julieta de Baz Luhrmann. En el seu moment, aquestes dues últimes es van convertir en les pel·lícules més reeixides sobre el tema. La pel·lícula de Cukor no va rebre una bona acollida durant la seva exhibició; fou criticada per donar una imatge "superficial" de la trama, fet que contrastava amb l'anterior producció de la Warner Bros, El somni d'una nit d'estiu; Els protagonistes foren Norma Shearer i Leslie Howard, que en aquell moment sumaven més de setanta-cinc anys; en canvi, la versió de Romeu i Julieta de Zeffirelli va comptar amb joves atractius en els rols estel·lars, mentre que Romeu + Julieta va estar dirigida a audiències juvenils.
L'expert Stephen Orgel descriu la pel·lícula de Franco Zeffirelli com a "plena de gent bella i jove; el joc amb les càmeres i un ús de llums exuberants contribueixen a centrar l'atenció en l'energia sexual i l'atractiu dels actors". Pot esmentar-se que els protagonistes, Leonard Whiting i Olivia Hussey, malgrat ser joves (Whiting tenia divuit anys i Olivia només quinze), havien participat en altres projectes anteriors a Romeu i Julieta. No obstant això, Zeffirelli va argumentar que la raó d'haver-los triat era la seva inexperiència i joventut. Vist des d'una perspectiva general, el director va rebre elogis per aquesta producció, especialment per l'escena del duel on reflecteix com una situació pot "quedar fora de control". No obstant això, va generar una certa controvèrsia per les escenes dels protagonistes nus, com en la lluna de mel, ja que Olivia Hussey era menor d'edat. Romeu + Julieta (1996), acompanyada d'una destacada banda sonora, va captivar tota una generació conformada per joves que es van veure "connectats" amb la trama exposada. Una mica menys "fosca" que la versió de Zeffirelli, l'adaptació de Luhrmann se situa en una "societat grollera, violenta i superficial", amb personatges fictícies: Verona Beach i Sycamore Grove. Protagonitzada per Leonardo DiCaprio i Claire Danes, va aconseguir ser elogiada per la crítica especialitzada, amb una notable actuació de Danes com a Julieta, qualificada com a "perfecta i espontània". Altres pel·lícules són Romeo Must Die i Chicken Rice War, ambdues de 2000, així com la versió independent de Lloyd Kaufman, TRomeo and Juliet.
Respecte a les adaptacions televisives, el 1960 Peter Ustinov va realitzar una paròdia de la Guerra Freda (Romanoff and Juliet), inspirada en l'obra de Shakespeare. Així mateix, la pel·lícula musical de 1961 West Side Story situa als Montagú i Capulet com els Jets (blancs anglosaxons) i Sharks (de Puerto Rico). En 2006 la pel·lícula High School Musical de Walt Disney Pictures va utilitzar la trama de Romeu i Julieta substituint les famílies rivals per dues "colles" escolars. Igualment, la telenovel·la argentina Romeu i Julieta, de 2007, fa ús de la trama mitjançant una adaptació ambientada en l'època contemporània. En el camp de l'animació, destaquen la sèrie japonesa Romeo x Juliet i la britànica Shakespeare: The Animated Tales, igual que la pel·lícula Romeu & Juliet: Sealed with a Kiss dirigida per Phil Nibbelink.
D'una manera particular, diversos directors han incorporat escenes on apareixen els protagonistes de Romeu i Julieta; s'han trobat 39 casos d'aquestes referències a l'obra. El concepte de com va desenvolupar Shakespeare la tragèdia de l'amor prohibit ha estat també utilitzada en diverses produccions, entre les quals cal destacar la versió de John Madden Shakespeare in Love, estrenada l'any 1998, on es reconstrueix l'ambient del teatre isabelí de l'època.

## Galeria d'imatges

Cartell d'una versió en cinema de Romeu i Julieta
Cartell de la pel·lícula Shakespeare enamorat